# 장 칼뱅
장 칼뱅(프랑스어: Jean Calvin [ʒɑ̃ kalvɛ̃][*], 중세 프랑스어: Jehan Cauvin, 1509년 7월 10일~1564년 5월 27일)은 종교 개혁을 이끈 프랑스 출신의 개혁주의 기독교 신학자 및 종교 개혁가이다. 영어식 표기인 존 칼빈(영어: John Calvin)으로 표기하기도 한다. 하나님의 절대주권과 구원은 전적으로 하나님에 의해 주어지는 것이라는 독력주의를 강조하였고, 개혁주의라고도 불리는 기독교 사상 중 하나인 칼뱅주의의 시초를 놓음으로써 마르틴 루터·울리히 츠빙글리가 시작한 종교 개혁을 완성시켰다는 평가를 받는다. 장 칼뱅의 신학은 아우구스티누스와 마르틴 루터에 큰 영향을 받고 형성되었으며 스코틀랜드의 장로교회와 네덜란드의 신칼뱅주의 그리고 미국의 청교도에 결정적인 영향을 주었다. 현재 장 칼뱅의 신학을 따르는 교회로는 회중 교회, 개혁 교회, 장로교회가 대표적이다.
칼뱅은 기독교 변증가로서 많은 논쟁을 벌였고, 필리프 멜란히톤과 하인리히 불링거 등 많은 종교개혁가들과 긍정적인 내용의 서신들을 교환했다. 저술가로서 《기독교 강요》(1536)를 썼는데, 이 책은 이후 기독교뿐만 아니라 프랑스의 역사와 문학 등 여러 분야에 큰 영향을 주었다. 이외에도 다양한 성경 주석이나 신학 논문을 저술했다.
그는 원래 인문주의 변호사로 교육받았으며, 1530년경 로마 가톨릭교회로부터 회심했다. 프랑스에서 개신교도에 대한 광범위한 폭력사태로 긴장이 고조된 후, 스위스의 바젤로 피난하여 1536년에 《기독교 강요》 초판을 출판했다. 같은 해에 제네바의 프랑스인 기욤 파렐에 의해 등용되어 제네바로 이동한 뒤, 도착한 한 주 내내 설교하였다. 그러나 성례를 국가가 통제하느냐 교회가 통제하느냐의 문제에서 시의회는 그들의 주장을 행동으로 옮기는 것을 거부하였고, 이 둘은 모두 추방되었다. 이후 마르틴 부처의 초청으로 스트라스부르로 나아가 그곳에서 프랑스 난민 교회의 목사가 되었다. 이런 와중에도 제네바에서 벌어지는 개혁 운동을 계속 지지하였고, 결국 1541년에 다시 초대받아 제네바의 교회를 이끌었다.
칼뱅은 복귀 후에 몇몇 도시 권력가들의 반대에도 불구하고, 새로운 형태의 교회 정부와 예전을 도입했다. 이 기간 동안 미카엘 세르베투스가 제네바에 도착했는데, 그는 로마 가톨릭과 개신교 양측 모두에 의해 이단으로 정죄된 자신만의 특유 반삼위일체론을 주장했다. 따라서 칼뱅은 그를 고발했고, 시의회는 그를 화형에 처했다. 그를 지지하는 개신교도 난민들이 도시에 유입되고 새로운 시의회가 구성됨으로써 칼뱅의 반대자들은 도시에서 쫓겨났다. 칼뱅은 제네바 대학교를 세우는 등 제네바와 유럽 양쪽에서 종교개혁을 추진하면서 말년을 보냈다.

### 출생과 학창시절^{1509~1536}

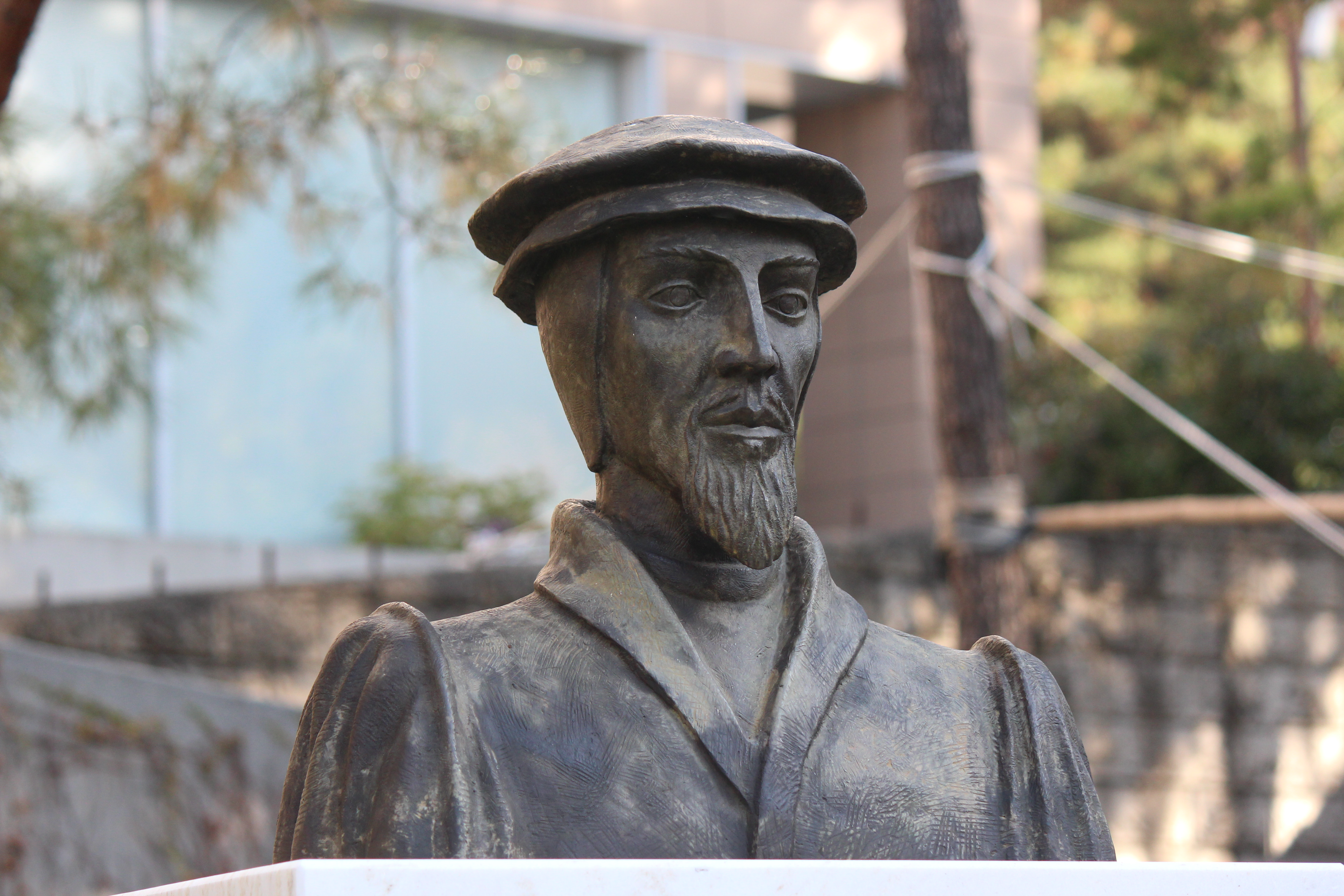
장로회신학대학교에 있는 장 칼뱅 동상. 프랑스의 조각가 다니엘 르클레르크(Daniel Leclercq)가 제작하였다. 요한칼빈탄생500주년기념사업회에서 제작함

## 생애

### 출생과 학창시절1509~1536

#### 유년과 마르슈 재학시절
칼뱅은 1509년 7월 10일 프랑스 북부 피카르디 지방의 누아용에서 잔 르프랑Jeanne Le Franc과 제라르 코뱅Gérard Cauvin 부부의 차남으로 태어났다. 본명은 주앙 코뱅Jehan Cauvin이다. 캉브레의 여관 주인의 딸이었던 모친은 칼뱅을 낳고 네 명의 아이를 더 낳은 뒤 칼뱅이 어릴 때 사망했는데, 사인은 알려지지 않았다. 칼뱅의 부친은 대성당의 공증인과 교회법정의 등록사무관으로 일했으며, 고환암으로 1531년에 사망하였다. 제라르와 잔 르프랑 사이에는 5명의 아들이 있었다. 첫째 샤를은 로마 가톨릭의 사제가 되었지만 1537년 이단으로 고발되어 파문된 채 사망했다. 둘째가 칼뱅이었고, 셋째인 앙투안은 제네바에서 칼뱅과 합류하여 칼뱅의 신실한 협력자로 일했다. 그리고 다른 두 명의 동생인 앙투안과 프랑수아는 어린 나이에 사망했다. 이후 르프랑이 사망하자 제라르는 재혼하여 딸을 두 명 낳는다. 이 두명 중 한명의 이름은 마리이다.
칼뱅이 처음으로 다녔던 학교는 누아용의 소년학교 카페트Collège des Cappettes a Noyon였다. 12살에는 성직자의 서기관으로 임명되었고, 가톨릭교회에 헌신하겠다는 의미의 삭발례를 받았다. 그 당시 몽모르Montmors가의 후원을 받았다.
1523년 8월, 14세의 칼뱅은 몽모르가의 소년들과 함께 학업을 위해 파리로 이주한다. 칼뱅은 파리에서 처음에는 리샤르 삼촌의 집에 머물렀으나, 두 달 후에 라 마르슈 학교College de la Marche에 정착한다. 거기에서는 마튀랭 코르디에Mathurin Cordier에게 라틴어 문법을 배운다. 코르디에는 아이들에게 무엇보다도 먼저 예수를 사랑해야 한다고 가르쳤고, 칼뱅은 비록 몇 달밖에 다니지 않았지만 코르디에에게 깊은 인상을 받는다. 그는 이후 1562년에 칼뱅의 요청으로 제네바에서 가르침을 이어갔다.

#### 몽테귀 대학
칼뱅은 마르슈에서 라틴어 과정을 마친 뒤, 1523년 말 파리 대학교의 몽테귀 대학으로 옮겨와 철학과 수사학 등을 배우며 학업을 이어갔다. 파리에 머무르는 동안 칼뱅은 요안네스 칼비누스(라틴어: Ioannes Calvinus)로 개명하여, 이후 사람들에게 장 칼뱅(프랑스어: Jean Calvin)으로 알려지게 된다. 몽테귀에서 칼뱅은 인문학자이자 종교개혁에 많은 영향을 준 에라스무스와 라블레 등에게서 가르침을 받았다.
이 기간 동안 칼뱅은 프랑수아 1세의 왕실 의사였던 기욤 콥Guillaume Cop의 네 아들들과 친분을 쌓는데, 이후 니콜라스 콥이 삶에서 중요한 역할을 한다. 1528년 파리에서 학업을 시작한 로욜라도 역시 장 칼뱅과 비슷한 시기에 이 몽테귀 대학에 다녔는데, 두 사람이 만났는지는 알려지지 않았다.

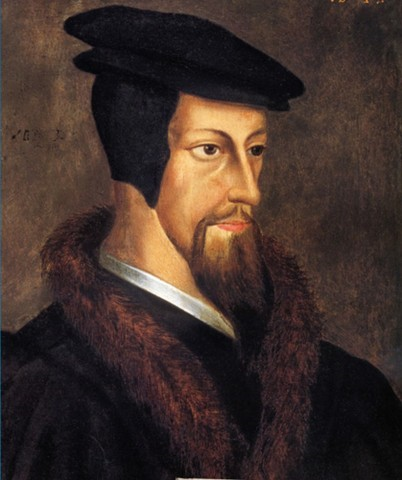
젊은 시절의 장 칼뱅

#### 법학 공부
1527년 칼뱅의 아버지는 누아용의 교회 참사회와 직무상의 일로 인해 마찰을 빚게 되었다. 그는 교회와의 마찰로 장학금이 취소될 지 모른다는 우려와 아들의 출세를 바라는 마음 때문에 칼뱅에게 신학보다는 법학을 공부하라고 권유했다.
아버지의 권유에 따라 칼뱅은 1528년 초 무렵 유명한 법학자 피에르 드 레투알Pierre Taisan de l'Estoile이 강의하는 오를레앙 대학교로 옮겼다. 이 기간에 사귄 다른 친구들로는 프랑수아 다니엘, 프랑수아 드 코낭, 니콜라 뒤슈멩 등이 있다. 1528년에는 사촌인 피에르 로베르 올리베탕에 의해 종교개혁을 접하게 된다. 이후 1529년 여름, 칼뱅은 친구 프랑수아 다니엘, 니콜라 뒤슈맹Nicolas Duchemin과 함께 부르주 대학교로 옮겨가 안드레아 알치아티의 강의를 들었다. 칼뱅은 부르주에서 8개월간 머무르며 신약성경 연구에 필수적인 코이네 그리스어를 배웠다.
칼뱅은 1531년 3월 니콜라 뒤슈맹의 《반박문Antapologia》을 가지고 파리로 돌아갔다. 그는 1531년 3월 6일에 이 책의 서문을 썼는데, 이는 칼뱅의 첫 출판물이 되었다. 칼뱅은 파리에 머무는 동안 아버지가 매우 위독하다는 소식을 듣고 곧장 누와용으로 달려가나, 제라르는 1531년 5월 26일에 사망한다. 사망하기 2년 전 로마 가톨릭 교회로부터 제라르가 파문되었기 때문에, 칼뱅의 형 샤를은 아버지를 교회 묘지에 매장하기 위해 교회의 참사회와 협상해야 했다. 파리로 돌아간 칼뱅은 포르테 대학Collège Fortet에 정착하여 히브리어를 공부하였다. 여기서 자크 르페브르 데타플을 알게된다. 이후 1532년, 법률 자격licencié ès lois을 취득한 뒤 4월 4일에 루키우스 안나이우스 세네카의 《관용에 관하여De Clementia》를 주석하여 출판한다. 오를레앙에는 5월에 되돌아와 법률 공부를 마친 뒤 1533년 10월에 파리로 돌아간다.

#### 개종
칼뱅은 법학 공부를 하던 1529년 말에서 1530년 초에 개종의 기미를 보이기 시작했는데, 1533년의 연설문에서 처음으로 직접적인 증거를 보인 것으로 여겨진다. 칼뱅은 후에 자신의 개종에 대해 두 종류의 기록을 남겼다. 그중 첫 번째는 시편 주석에서 나타난다. 여기서는 신이 불러온 갑작스러운 마음의 변화로 개종하게 되었다고 기록한다. 
하나님은 갑작스런 개종으로 나를 복종시키시고 내 마음을 온순한 틀로 이끌어 주셨는데, 이는 내 생애 초기에 기대했던 것 보다 그런 부분에서는 더욱 단단한 것이었다. 진정한 경건함에 대한 미각과 지식을 어느 정도 받은 고로, 나는 즉시 진보하고자 하는 열망에 불타올라 비록 다른 학문을 완전히 중단하지는 않았지만 이전보다는 덜 열정적으로 그것들을 추구했다.
두 번째 증언에서는 내면의 혼란의 긴 과정을 묘사했는데, 정신적, 심리적 고뇌도 엿보인다.
괴로움 속에 빠져들어 몹시 불안해했고, 영원한 죽음의 비참함에 대해선 더욱 불안해했습니다. 의무감에 묶여 지난 삶을 비난하며, 저를 당신의 길로 가게 해달라고 처음으로 신음과 눈물로 호소했습니다. 그리고 지금, 오 주여, 이 가련한 자에게 남아있는 것은 방어막이 아니라, 무서운 말씀으로 저를 심판하여 황야로 버리지 말아달라고 간곡히 비는 것 뿐이온데, 마침내 당신은 놀라운 선하심으로 나를 인도해내셨사옵니다.
학자들은 이러한 상반된 증언들의 정확한 해석에 대해 논쟁한 결과, 대부분의 사람들은 로마 가톨릭교회를 떠난 것과 개종 시점이 대체로 일치한다는 것에 동의한다. 이 두 증언은 상반된 것이 아니라 기억의 모순을 드러내고 있다.

#### 《기독교 강요》

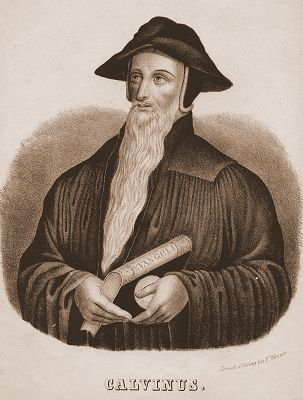
장 칼뱅의 석판화, 추정 1830년

1533년 11월 1일, 니콜라스 콥은 파리 대학교 학장 취임식에서 기독교 철학, 법과 복음의 관계 등을 들어 로마 가톨릭교회의 개혁의 필요성에 대한 취임사를 펼친다. 루터의 사상이 드러나는 이 연설문은 곧 프랑스 종교개혁의 시발점이 되었는데, 바로 이 연설문을 칼뱅이 작성했다. 교직원들은 이를 이단적이라고 비난했고, 파리 국회는 연설 내용에 대해 이의를 제기했다. 이후 니콜라스 콥은 소환당하기 전에 바젤로 도망친다. 프랑수아 1세는 “저주받은 루터 이단”을 박해하기로 결심했다. 콥의 연설문을 쓴 칼뱅도 이듬해 책과 편지들을 남겨 둔 채 체포되기 전에 도시를 몰래 빠져나가 1533년 말 혹은 1534년 초 즈음에 파리 남부의 생통주 지방으로 이동한다. 칼뱅은 샤를 데스페비유Charles d'Espeville라는 가명을 사용하면서 1533년 12월부터 1534년 4월까지 클레교구 목사이자 앙굴렘에 있는 개신교 교회의 참사회원이었던 루이 뒤 티에Louis du Tillet의 집에 머무르며 《기독교 강요》 초판을 구상하였다. 또한 당시에는 25세가 됐을 때 교역자가 되지 않으면 교회의 봉급을 받지 못하는 것이 관례였으므로 이를 포기한다.
칼뱅은 위험을 무릅쓰고 파리에 있는 에티엔 드 라 포르주Étienne de la Forge의 집에서 하숙을 한다. 플람스의 설교자이자 유명한 재세례파 지도자인 캥탱 티프리Quintin Thieffry도 여기서 만난 것으로 보인다. 파리에서 약학을 공부하고 있었던 미카엘 세르베투스는 칼뱅을 만나고 싶어 했지만, 세르베투스가 약속 장소에 나타나지 않아 만남은 성사되지 못한다. 칼뱅은 뒤 티에와 함께 끌레를 경유하여 푸아티에에 있는 지지자들에게 갔다. 그리고 칼뱅은 그 곳 도시 외곽 생브누아에서 설교를 하기도 했다. 칼뱅은 푸아티에를 떠나 뒤 티에와 함께 오를레앙을 여행하며 《영혼불멸Psychopannychia》을 집필했다.
1534년 10월 17~18일 밤, 벽보 사건이 일어남에 따라 프랑수아 1세가 조치를 취해 11월에는 수백 명이 체포되어 몇 달 동안 많은 사람이 처형되었는데, 그 중에는 칼뱅의 후원자이자 절친한 친구인 라 포르주도 포함되어 있었다. 파리의 반 개신교 정서는 점점 더 험악해져 갔다. 1535년, 칼뱅과 뒤 티에는 개신교에 대한 탄압을 피해 스트라스부르를 거쳐 종교개혁가 요하네스 외콜람파디우스의 보호를 받고 있는 도시인 바젤로 갔다.
칼뱅은 바젤에서 마르티아누스 루카누스Martianus Lucanus라는 가명으로 지내며 외콜람파디우스의 후계자 오스발트 미코니우스Oswald Myconius와 스트라스부르의 목사인 볼프강 카피토 등과 교제하였다. 칼뱅은 이 외에도 학자 세바스티안 뮌스터, 변호사 보니파키우스 아메르바흐, 미래의 제네바 동지인 피에르 비레 등과 친분을 쌓았다. 1535년 6월 4일에는 올리베탕에 의해 불어 성서 번역본이 출판되었는데, 라틴어로 된 추천사는 칼뱅이 직접 작성한 것이었으며, 신약성경 첫 페이지 앞에 달린 두 번째 추천 서문은 익명이었지만 1545년 이후부터는 칼뱅의 것으로 간주된다. 칼뱅은 이 번역본의 개정 작업에도 참여했다. 이 기간에 칼뱅은 고대 교회의 교부 중 한 명인 크리소스토모스 주교의 설교집에 추천 서문을 썼으며 《기독교 강요》의 작업도 계속하여 1535년에는 책을 완성시킨다. 칼뱅은 이 책을 프랑스의 국왕 프랑수아 1세에게 헌정하였다. 《기독교 강요》의 라틴어 초판은 1536년 3월 바젤에서 출판되어 빠르게 전 유럽으로 퍼져나갔는데, 이 작품으로 칼뱅은 종교개혁을 주도하게 되었다. 1536년 2월에는 하인리히 불링거와도 사귀게 되었다. 에라스무스는 1535년 6월 바젤에 정착하여 이듬해 7월 12일에 사망하는데, 칼뱅이 그를 만났는지는 알려지지 않았다.

#### 망명
《기독교 강요》가 출간되기 바로 직전인 1536년 2월, 칼뱅은 이전에 사용했던 샤를 데스페비유라는 가명으로 루이 뒤 티에와 함께 이탈리아로 여행했다. 이 때 국왕 루이 12세의 딸이자 프랑수아 1세의 친척인 레나타 공작 부인의 페라라 궁정에서, 같은 개혁사상을 가진 사람들과 수 주간 머무른다. 페라라에서 칼뱅은 프랑스로부터 피신해 온 개신교도들과 만났는데, 그 중에는 프랑스의 시인 클레망 마로도 포함되어 있었다.
칼뱅과 뒤 티에는 아오스타를 거쳐 바젤로 돌아왔다. 망명객의 귀환을 허용하나 6개월 안에 공개적으로 이단과 관계를 단절해야만 한다는 내용의 특별 사면령이 프랑스에서 공포되자 칼뱅은 곧장 프랑스로 돌아갔다. 파리에 있는 친구들을 방문한 뒤, 프랑스를 영원히 떠날 것이라는 예감이 들자 물려받은 누아용의 토지를 처분하고, 남동생 앙투안, 여동생 마리와 함께 바젤을 떠난다. 칼뱅은 자유제국도시였던 스트라스부르로 가서 조용히 공부를 마칠 계획이었으나, 제6차 이탈리아 전쟁이 발발하자 군대의 이동을 피해 제네바로 우회하기로 결정한다.

### 1차 제네바 체류기^{1536~1538}

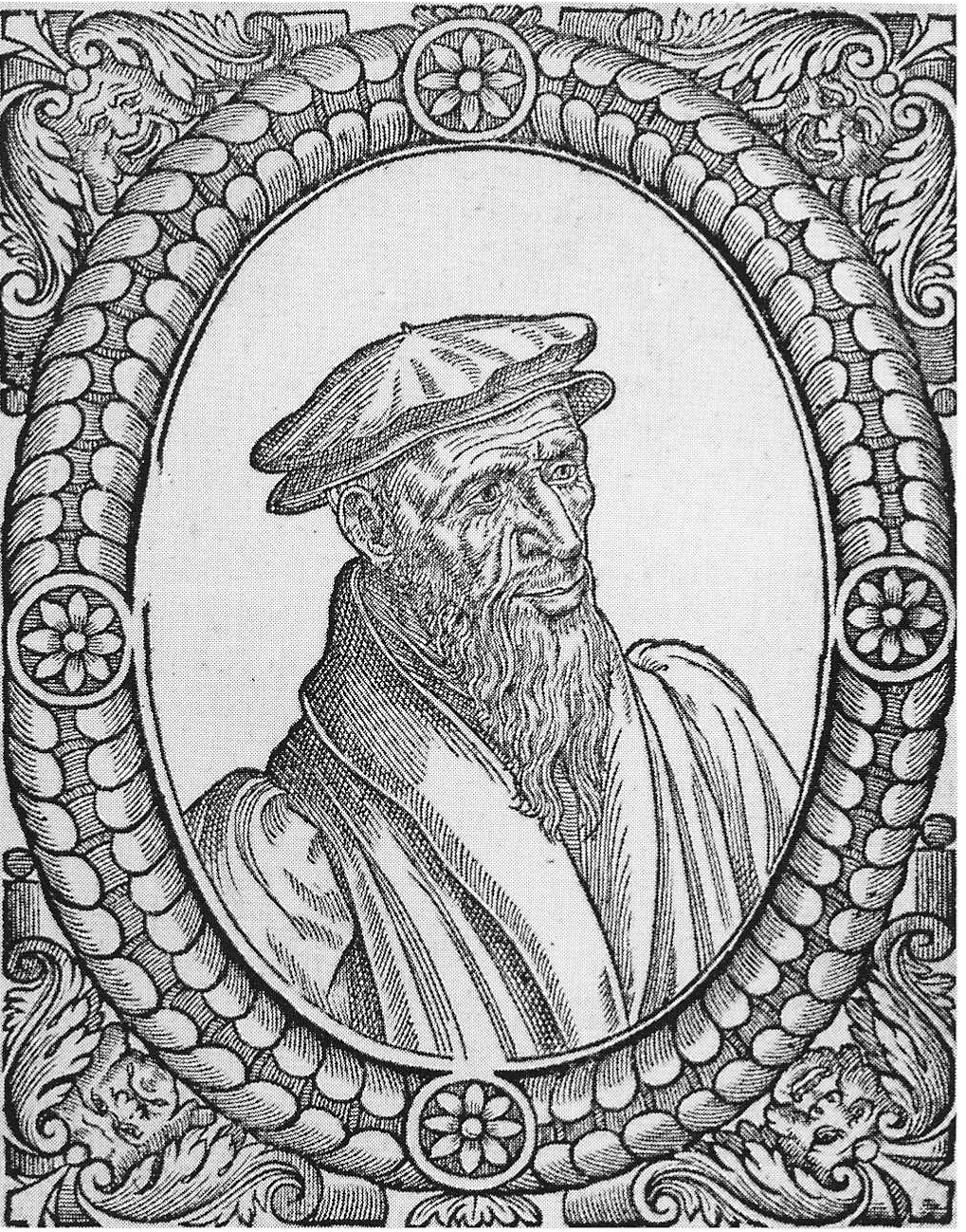
칼뱅을 제네바에 머울도록 한 기욤 파렐.

### 1차 제네바 체류기1536~1538

#### 초청
제네바는 1526년 사보이아 공국으로부터 독립을 쟁취한 후 베른 및 프리부르와 시민연대라 불리는 상호 방위 동맹을 맺은 뒤, 1536년에는 약 만 명의 주민이 거주하는 도시로 성장한 상태였다.
그러나 제네바의 주교인 피에르 드 라 봄Pierre de La Baume은 자신을 지원하는 사보이아 공작의 영향력을 제네바에서 회복시키고자 노력하였다. 한편, 1532년 이후 개신교 주가 된 베른을 계기로 삼아 기욤 파렐과 그를 돕던 사람들은 1532년 10월 이래 줄곧 제네바에 종교개혁운동을 도입하려고 노력하였다. 결국 베른의 도움으로 제네바는 사보이아 공작과 로마 가톨릭 교회의 영향에서 완전히 독립하는 데 성공한다. 1536년 5월 21일에 제네바의 모든 시민은 파렐의 지휘 아래 종교개혁을 수용하기로 서약한다.
1534년 공식적으로 제네바의 목사가 된 파렐은 칼뱅이 제네바에 들어왔다는 소식을 듣고 찾아가, 제네바에 남아서 이 도시의 개신교 부흥을 도와 달라고 간청한다. 칼뱅은 처음에는 거절했으나 결국 승낙하는데, 이후 이를 다음과 같이 회고한다.
| “ | 그러자 복음을 전하기 위해 믿을 수 없을 정도로 열성적으로 일하고 있던 파렐은 나를 성 안에 가두기 위해 모든 노력을 기울였다. 그리고 내가 변두리에서 개인적인 공부를 계속하려 한다는것을 깨닫고, 간청하여 얻은 것이 아무것도 없다는 것을 알고서는 저주하면서 되돌아갔는데, 그토록 큰 도움이 필요한 때에 내가 돕는것을 망설이면 하나님은 나의 평화를 틀림없이 저주하실 것이라고 말했다. 그의 말에 겁을 먹고, 나 자신의 소심함과 비겁함을 의식한 뒤 나는 여행을 포기하고 내 신앙을 변호하기 위해 내가 가지고 있는 어떤 재능이라도 사용하고자 하였다. | ” |
|   | — 칼뱅, 《시편 주석》 서문 |   |

칼뱅이 파렐의 제안을 받아들일 당시에는 아무런 기반도 없던 상태였다. 칼뱅은 바젤로 되돌아가서 몇 가지 일을 처리하고 난 후, 1536년 9월 5일 이전 어느 시점부터 제네바의 성 피에르 교회에서 바울로 서신들을 강해하는 성경교사reader로서의 임무를 시작한다. 1537년에는 목사 안수를 받은 적이 없음에도 불구하고 목사로 활동했다는 기록이 발견된다. 이로써 그는 법률가임에도 불구하고 세례, 결혼, 목회를 수행하게 된다.
칼뱅은 그 해 10월, 파렐과 피에르 비레와 함께 로잔에서 열린 공개 종교 토론에 참석하는데, 교부들에 대한 지식으로 다른 사람들에게 깊은 인상을 심어준다. 일설에 의하면 칼뱅은 히포의 교부 아우구스티누스의 글을 책 페이지와 줄 수까지 정확하게 인용할 정도로 대단한 기억력을 가지고 있었다. 그는 제네바로 돌아가기 전에 베른에서 열린 또 다른 종교회의에 참석했다.

#### 추방
1536년 말, 파렐은 신앙고백의 초안을 작성했고, 칼뱅은 제네바 교회 재편에 대한 글을 썼다. 1537년 1월 16일, 칼뱅과 파렐은 작성한 글을 갈음하여 《교회의 조직과 제네바 예배에 관한 연구Articles concernant l'organisation de l'église et du culte à Genève》을 시의회에 제출한다. 이 글에서 성찬식의 빈도와 방식, 이유와 방법, 파문, 신앙고백의 요건, 전례에서 회중창의 사용법, 결혼법 개정 등이 기술되어 있었다. 의회는 당일에 그 글을 받아들였다.
그러나 해를 거듭할수록 시의회는 칼뱅과 파렐을 멀리하기 시작한다. 시의회는 지금까지 신앙고백을 한 시민들 중 소수만이 요건을 충족했기 때문에, 신앙고백의 요건을 강제하는 것을 꺼렸다. 11월 26일, 칼뱅과 파렐, 두 교역자가 이 문제를 놓고 의회에서 열띤 토론을 벌였다. 그러나 당시 프랑스는 제네바와 동맹을 맺고자 한데다가 이 둘이 모두 프랑스인이었기 때문에 의원들은 그들의 충성심을 의심한다. 마침내 스위스 교회개혁의 동맹국인 베른시가 교회 의식을 일치시키자고 제안함으로써 갈등이 시작되었다. 첫 번째 제안은 무교병으로 성찬을 행하자는 의견이었다. 그러나 두 교역자는 베른의 제안을 거부했고, 결국 취리히 교회회의가 소집되어 최종 결정을 내리기 전까지 규칙은 적용되지 않았다. 의회는 칼뱅과 파렐에게 부활절 성찬을 위해 무교병을 사용하라고 명령했다. 그러나 그 둘은 이에 항의하여 부활절 예배에서 성찬식을 하지 않았는데, 이로 인해 예배가 진행되는 동안 소요가 일어나 결국 다음날인 1538년 4월 25일, 의회는 칼뱅과 파렐에게 제네바를 떠나라고 명령한다.
이 둘은 이후 베른과 취리히에 들러 무죄를 주장한다. 이에 따라 열린 취리히 교회회의에서, 베른으로 하여금 제네바와 이 둘 사이를 중재하도록 한다. 그러나 결국 이 둘은 제네바에게 거부당한 뒤, 바젤로 돌아간다. 몇 주 후 파렐은 뇌샤텔의 교회에 부임했으나, 칼뱅은 바젤에 남아서 공부에 전념한다. 이 때 마르틴 부서와 볼프강 카피토가 스트라스부르로 와 줄 것을 제안하나, 칼뱅은 파렐도 함께 가야 한다며 처음에는 거절한다. 그러나 1538년 9월에 스트라스부르로 이동하고, 몇 달 뒤 시민권을 획득한다.

### 스트라스부르 체류기1538~1541

#### 초기
스트라스부르에 있는 동안 칼뱅은 한 교회에 특별히 머물지 않고 성 니콜라 교회와 생마들랭 교회, 구 도미니코 수도회 소속 교회였던 뇌프 사원에 순서대로 임직한다. 이후 4~500명가량 되는 교회의 목사로 부임하여 매 주일 두 차례 설교한다. 매달 성찬식을 거행하였으며, 시편의 회중합창을 장려하였다. 그는 또한 《기독교 강요》 2판의 작업을 시작하는데, 기존의 문답체가 마음에 들지 않던 참이었다.
1539년, 칼뱅은 문답식이었던 기존의 책을 핵심교리를 체계적으로 나열하는 식으로 개편한다. 이 때 총 6권이었던 책을 7권으로 확장하는데, 순수 분량은 거의 3배가량 늘어났다. 또한 같은 시기에 《로마서 주석》도 작업하여 이듬해 3월에 출판한다. 이 책에서 칼뱅 후기 주석서의 주석법과 전개법의 전형이 나타난다. 불가타 성경을 가져다 쓰는 대신 헬라어 구절을 직접 번역하였다. 칼뱅은 헌정서에서 전임자 필리프 멜란히톤, 하인리히 불링거, 마르틴 부서의 작품을 높이 평가하면서도, 조심스럽게 자신의 작품과 그들의 작품을 구별하며 비평하였다. 또한 이 기간에 여럿의 부탁으로 평신도들에게 성만찬의 의미를 설명하는 내용의 《성만찬 소고Treatise on the Lord's Supper》도 작성하여 1541년 제네바에서 출판한다.

#### 결혼
이 때 주변에서 결혼할 것을 제안하는데, 칼뱅은 이에 대해 다음과 같이 답장한다.
나는 독신주의를 반대하는데, 아직 결혼하지 않았고 아마 앞으로도 안 할지도 모른다. 내가 아내를 맞이한다면, 수많은 염려에서 더 해방되어 주님께 헌신할 수 있기 때문일 것이다.
여러 명의 신부 후보가 나타났는데, 그중에 귀족 영애가 한 명 있었다. 칼뱅은 그녀가 프랑스어를 배운다는 조건으로 결혼을 계획한다. 1540년 3월 결혼 날짜가 잡혔지만, 칼뱅은 달가워하지 않았기 때문에 결국 결혼식이 열리는 일은 없었다. 그는 나중에 "주께서 나의 지혜를 완전히 가져가시지 않는 한" 결혼할 생각은 절대 하지 않았을 것이라 쓴다. 대신 그해 8월, 두 아이가 있는 미망인 이델레트 드 뷔르와 결혼한다.

#### 제네바의 재초청
제네바는 칼뱅에 대한 제명을 재고했다. 베른과 제네바가 땅을 놓고 다투면서 동맹은 무뎌지고, 교인은 줄어들었다. 야코포 사돌레토 추기경은 제네바 시의회에 가톨릭으로 돌아올 것을 간청하는 편지를 썼고, 시의회는 이에 대응하기 위한 교계 고문을 물색한다. 피에르 비레가 처음 자문을 부탁받았으나 거절하자 의회는 칼뱅을 찾아간다. 당시 제네바에는 파렐과 칼뱅의 후원자인 기예르맹Guillermin파가 있었는데, 여기에 속한 마튀랭 코르디에와 아미 페렝 등은 새로 부임한 목사들을 마음에 들지 않아하던 참이었다. 칼뱅은 이를 승낙하여 《사돌레토에게 주는 답신Responsio ad Sadoletum》으로 교회 개혁에 관한 제네바 입장을 강하게 옹호했다.
2월에 아르티퀼랑Articulants파와 기예르맹 파는 서로간의 의견 차이를 극복했고, 칼뱅은 제네바에서 자신을 돌아오게 하기 위한 사람들이 있다는 사실을 알게 된다. 1540년 9월 21일, 시의회는 기예르맹 파인 시의원 아미 페랭에게 칼뱅을 소환할 방법을 찾도록 명령한다. 한 대사가 칼뱅이 보름스에서 종교 대담을 하는 동안 그에게 도착한다. 그러나 칼뱅은 이 제안에 대해 하루에도 천 번씩 죽었던 그 십자가(제네바의 1차 체류) 위에 있기보다는 차라리 다른 식으로 백 번 죽는 게 낫다는 식의 공포어린 반응을 보인다. 그러나 10월 24일에 파렐에게 보내는 편지에서는 다음과 같이 덧붙인다.
| “ | 그러나 제 자신의 주인이 제가 아님을 알기 때문에 저는 제 심장을 도려내어 희생 제물로 주님께 바칩니다. | ” |
|   | — 칼뱅, 파렐에게 보낸 1540년 10월 24일자 편지                                                        |   |

부서와 칼뱅이 다음 단계를 결정하기 위해 제네바를 방문할 계획을 세우는 6개월간, 피에르 비레가 제네바에서 임시로 종교 고문을 맡는다. 시의회는 1541년 5월 1일에 만장일치로 칼뱅을 다시 청빙하고, 결국 1541년 초에 스트라스부르는 칼뱅을 제네바에 6개월 동안 빌려주기로 결정한다. 칼뱅은 1541년 9월 13일 공식 호위와 마차를 가지고 제네바로 귀환한다.

### 2차 제네바 체류기1541~1554

#### 제네바 개혁
여섯 명으로 구성된 시의회와 칼뱅, 그리고 또 다른 네 명의 제네바 목사들은 새로운 교회법을 작성하기 시작했고, 9월 26일 새로운 안을 시의회에 제출한다. 제네바 의회는 이를 지지하며 1541년 11월 20일 《교회법규Ordonnances ecclésiastiques》을 통과시켰다. 조례안에는 설교와 성사를 행하는 목회자, 믿음으로 신자를 가르치는 교사doctor와 권징을 제공하는 장로, 가난한 자와 가난한 자들을 보살피는 집사 등 4가지 교직에 대한 규정이 명시되어 있다. 의회는 또한 장로와 목회자로 구성된 교회정치기구인 제네바 컨시스토리(치리회)의 창설을 요구하여 민사 관할권이 없는 교회내 문제를 판단하는 전문 기구를 창설한다. 컨시스토리는 판결을 내릴 수 있었는데, 특히 가장 중한 형벌로 파면을 선고할 수 있었다. 그러나 시 당국은 이 권력에 이의를 제기했고, 1543년 3월 19일 의회는 모든 판결을 정부가 집행하도록 한다.

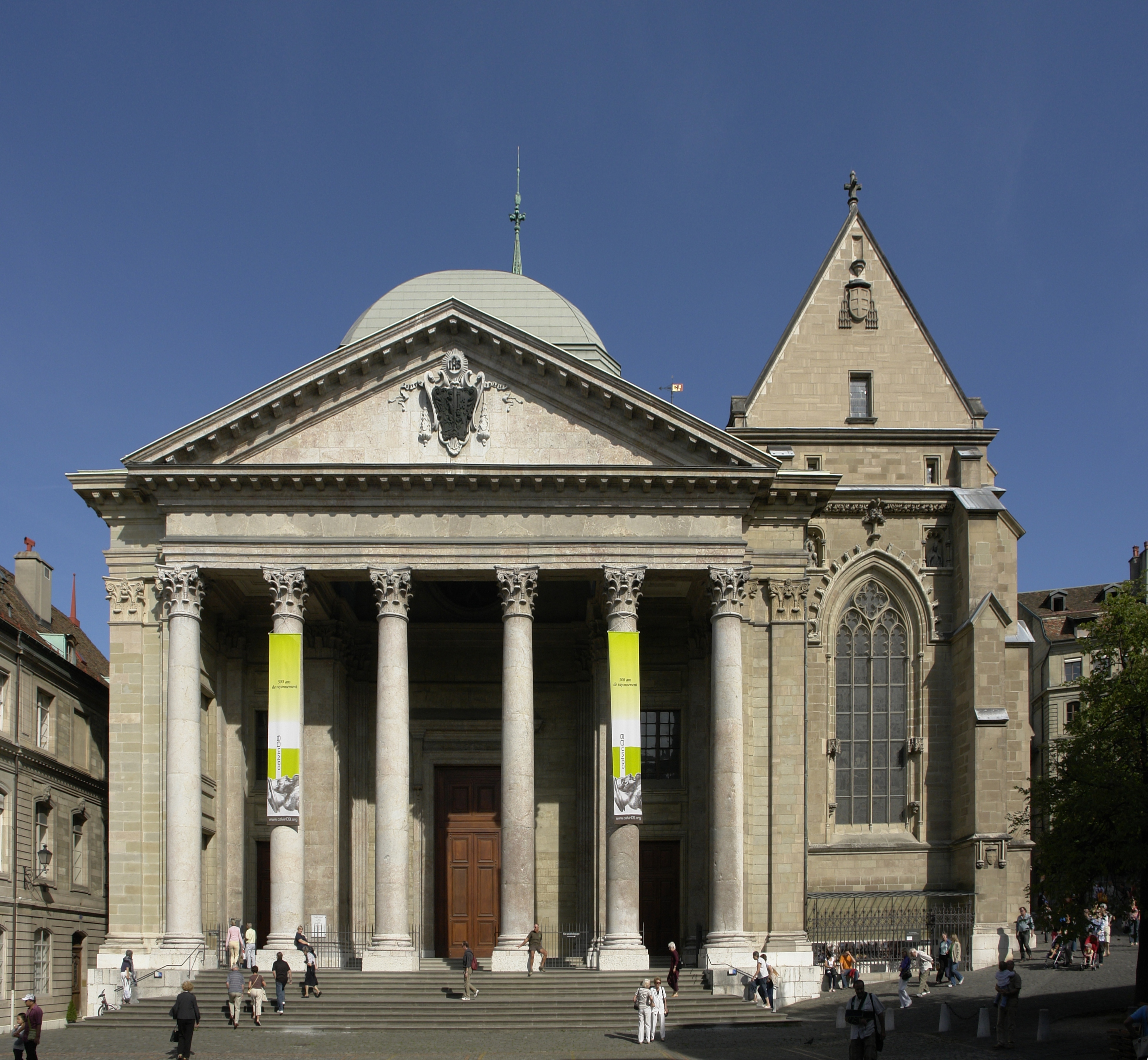
칼뱅이 설교한 제네바의 생피에르 대성당

1542년 칼뱅은 스트라스부르에서 사용된 예배책을 각색하여 《기도와 교회 찬송의 양식La Forme des Prières et Chants Ecclésiastiques》을 출판한다. 칼뱅은 음악의 힘을 인식하고 있었으며 성경을 읽는데 도움이 되기를 바랐다. 원래의 스트라스부르 시편집에는 클레망 마로가 쓴 12편의 시편이 들어 있었는데, 칼뱅은 제네바 판에 자기가 작곡한 찬송가를 몇 곡 더 추가한다. 같은해 《제네바 교리문답Catéchisme de l'Eglise de Genève》을 집필하는데, 이는 과거에 마르틴 루터의 루터 대교리문답서에 기반하여 쓴 교리 문답을 신학적 목적으로 재편성한 것이다.
당시 제네바에서는 많은 성직자들이 엄청난 권력을 휘두름과 동시에, 한편에서는 칼뱅이 교회와 정치를 분리할 것을 주장하고 있었다. 이에 따라 제네바가 신권 정치체계였는가에 대해 많은 역사가들의 논의가 이어지고 있다.
칼뱅은 제네바에서 그의 사역을 하는 동안 2천번이 넘는 설교를 했다. 칼뱅은 처음에 일요일에 두 번, 주중에 세 번씩 설교를 했는데, 1542년 말 의회는 일요일에 단 한 번만 설교하도록 허락했다. 그러나 1549년 10월에는 다시 다시 일요일에 두 번, 격주 평일마다 모든 평일에 설교를 하도록 요구받았다. 설교는 보통 한 시간 이상 지속되었고 별도의 노트를 사용하지 않았다. 가끔씩 비서가 설교를 기록하려 했으나, 1549년에 전문 서기 드니 라게니에Denis Raguenier가 배정되어 모든 설교를 기록하기 전에는 설교 기록이 거의 남아 있지 않다. 칼뱅의 설교 스타일은 세월이 지나면서 바뀌지 않고 한결같은 모습을 유지했다는 평가를 받는다. 또한 칼뱅은 여러 설교에서 한 가지 주제를 이어 설명하는 것으로 유명했다. 대표적으로 1555년 3월부터 1556년 7월까지 신명기에 대한 설교를 200편 했다.
볼테르는 루터와 츠빙글리와 함께 칼뱅에 대해 다음과 같이 서술한다.
그들이 사제들의 독신주의를 규탄하고 수녀원의 대문을 연다면, 사회를 수녀원으로 만들기 위한 것이다. 그들의 종교에서는 공연과 향연이 명백히 금지되었다. 그리고 200년 이상 제네바 도시에는 단 하나의 악기도 허용되지 않았다. 그들은 비밀 고해를 비난했는데, 공동 고해도 금지했다. 이는 스위스, 스코틀랜드, 제네바에서 참회와 같은 방식으로 행해졌다.

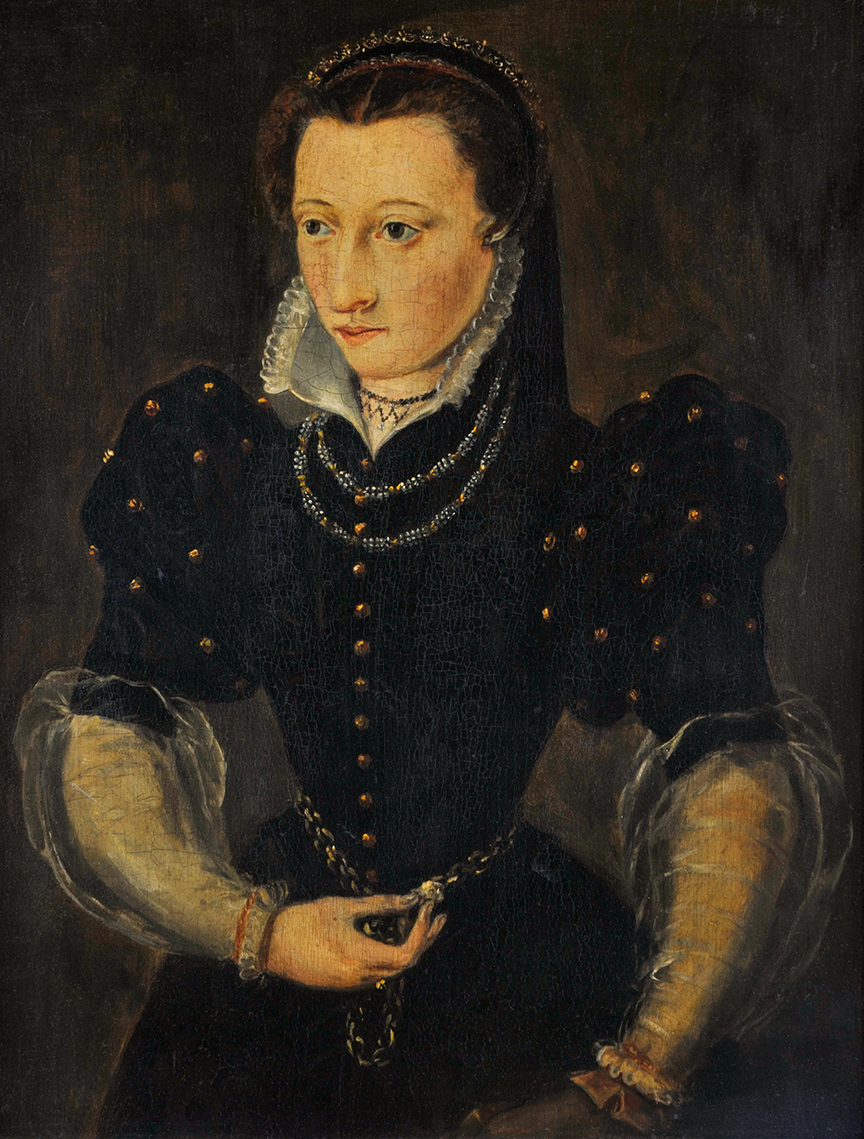
이델레트와 칼뱅은 후손을 남기지 않았다.

칼뱅의 사생활에 대해서는 알려진 바가 적으나, 동생 앙투안의 가족과 자신의 가족이 모두 들어가 살 정도로 큰 집을 의회로부터 제공받아 사용했다는 것이 알려져 있다. 또한 1542년 7월 28일 칼뱅과 이델레트 사이에 아들 자크Jacques가 태어났는데, 조산아였던 터라 곧 사망한다. 이델레트 역시 1549년 3월 29일에 세상을 떠났다.
칼뱅은 아내에 대해 다음과 같이 쓰고 있다.
| “ | 나는 내 인생에서 가장 친한 친구를 잃었습니다. ... 살아생전에 그녀는 나의 직무를 완성시키는 조력자였습니다. 그녀는 아주 사소하게라도 나의 길을 방해한 적이 없습니다. | ” |
|   | — 칼뱅, 피에르 비레에게 보낸 4월 7일자 편지 |   |

칼뱅은 제네바에서 몽모르, 코르디에, 콥, 파렐, 멜란히톤, 불링거 등과 어린 시절부터 이어온 우정을 남은 시간동안 계속 유지했다.

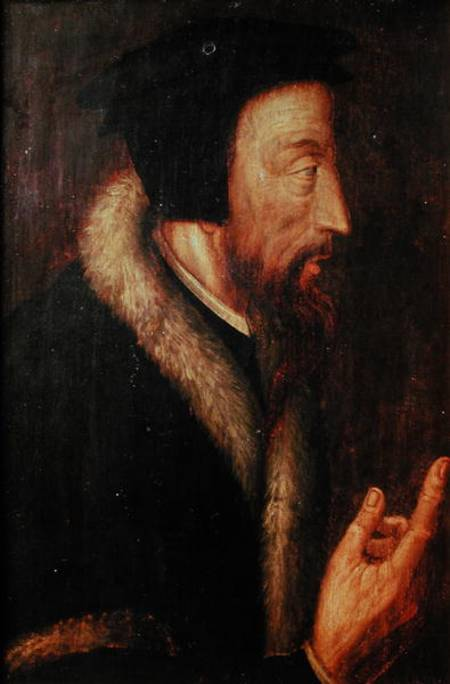
16세기 칼뱅의 모습을 그린 초상화. 제네바 대학교 소장. 화가 미상.

#### 반대파의 부상
그러나 제네바의 사역은 곧 심한 반대에 부딪혔다. 칼뱅에 대한 반대세력은 1546년에 한데 뭉쳤는데, 칼뱅은 이들을 방종파라고 불렀으나 그들은 스스로 애국자나 정신주의자로 불리길 원했다. 이들은 불가항력적 은총으로 인해 교회법과 민법 모두에서 면제를 받았다고 주장했으며, 부자들과 정치인이었는데 대부분 친척 관계였다. 1546년 1월 말, 한 차례 치리회와 갈등을 겪은 적이 있는 카드 제작자 피에르 아모Pierre Ameaux는 칼뱅을 향해 프랑스에 대한 멸칭인 피카르Picard라 부르며 그의 교리를 고발하였다. 그러나 아모는 도시를 행진하며 신에게 용서를 빌면서 강제로 속죄하는 처벌을 받는다. 몇 달 후 칼뱅을 제네바에 데려오는 데 애썼던 아미 페랭이 칼뱅에게서 공개적으로 돌아선다. 페랭은 제네바에 정착한 상인 프랑수아 파브르의 딸과 결혼했는데, 페랭의 아내와 장인 모두 예전에 치리회와 갈등을 겪은 적이 있었다. 제네바 법원은 페랭을 포함하여 여러 유명인들이 춤을 금지한 법을 위반했다고 밝혔다. 페랭은 법정의 소환 요청을 무시했으나, 칼뱅으로부터 편지를 받은 뒤 치리회 앞에 모습을 드러냈다. 페랭의 어머니도 별개로 고소당했는데, 치리회가 열리기 하루 전에 도망친다.
1547년, 아미 페랭이 시의 군사장관으로 임명되면서 제네바의 행정관인 시민대표의 대다수를 칼뱅 반대파가 차지한다. 6월 27일에는 제네바 방언으로 적힌 익명의 협박편지가 칼뱅이 설교하는 성피에르 대성당의 강단에서 발견된다. 이후 의회는 이에 대한 조사 위원회를 수립하여 결국 자크 그루에를 체포해 7월 26일 참수한다. 칼뱅은 법원의 결정에 이의를 제기하지 않는다.
방종파들은 계속해서 임명된 교역자들을 모욕하고 치리회의 권위에 도전했는데, 의회는 칼뱅을 훈계하기도 하고 지지하기도 하면서 정확한 위치를 정하지 않았다. 칼뱅의 권위는 1552년 2월 페랭이 제1시민대표로 선출되었을 때 바닥으로 떨어진 듯 보였다. 칼뱅은 이에 1553년 7월 24일 의회에 자신의 사임을 요청하나, 당시 방종파가 의회를 장악했음에도 불구하고 요청은 수리되지 않는다. 반대파는 칼뱅의 권위를 실추시킬 힘은 있었지만 추방할 정도는 아니었다.

#### 미카엘 세르베투스
그러나 1553년 8월 13일, 미카엘 세르베투스가 제네바에 나타나면서 상황은 완전히 달라진다. 세르베투스는 삼위일체와 유아세례를 과감히 비판하였으며, 1530년 7월에는 바젤에서 요하네스 외콜람파디우스와의 논쟁 끝에 추방되었었다. 그는 이후 스트라스부르로 가서 삼위일체에 반대하는 팜플렛을 배포했는데, 마르틴 부처는 이를 공개적으로 반박하고 세르베투스를 쫓아낸다. 세르베투스는 바젤로 돌아와 《삼위일체에 관한 두 편의 대화록Dialogorum de Trinitate libri duo》을 출판하는데, 개신교와 가톨릭 양쪽 모두에게서 큰 반향을 일으키고, 스페인 종교재판소는 그를 잡아오라 명한다. 칼뱅과 세르베투스는 1546년에 공통의 지인인 리옹 출신의 장 프렐론을 통해 처음 연락을 주고받았다. 그들은 교리에 대해 논의하는 편지를 교환했으며, 칼뱅은 샤를 드 에스페빌(Charls d'Espeville)이라는 가명을 사용했고, 세르베투스는 미셸 드 빌뇌브(Michel de Villeneuve)라는 이름을 사용했다. 결국 칼뱅은 인내심을 잃고 더 이상 답변을 하지 않았고, 세르베투스는 칼뱅에게 약 30통의 편지를 보냈다. 특히 세르베투스가 《기독교 강요》를 칼뱅에게 보내면서 책에 대한 오류를 강조하는 주석을 덧붙여서 칼뱅은 크게 분노했다. 세르베투스가 제네바에 올 것이라고 언급하자 "에스페빌" (칼뱅)은 1546년 2월 13일, 파렐에게 보낸 편지에서 세르베투스가 오면 안전한 통행을 보장하지 않겠다고 경고했다: "그가 온다면, 내 권한 범위 내에서 그는 살아서 나가지 못할 것이다."이후 세르베투스는 제네바에 들리는데, 붙잡혀 제네바 법정으로 끌려온다. 제네바의 검사와 치리회는 칼뱅을 괴롭히기 위해 재판을 질질 끄는데(칼뱅과 대립하는 세르베투스의 처형을 연기함으로써 칼뱅의 권위를 약화시키려는 것이다), 당시 세르베투스의 이단성은 전 유럽에 알려진 것이어서 결국 세르베투스를 화형에 처한다.

#### 다시 개혁으로
세르베투스가 죽은 후 칼뱅은 기독교의 수호자라는 찬사를 받았다. 칼뱅은 이사회가 파문권을 가져간 결정을 계속 비판하며, 치리회가 그 권리를 가져가야한다고 주장했다. 과거에 교역자를 모욕한 혐의로 파문된 필리베르트 베텔리어는 세르베투스의 재판기간 동안 자신의 재입교를 의회에 간청한다. 그러나 칼뱅은 의회가 파문을 뒤엎을 법적 권한이 없다며 항의한다. 이후 칼뱅은 의회가 자신을 내쫓을 것이라 여겨 1553년 9월 3일의 설교에서 자신이 해임될 수도 있음을 암시했는데, 실제로 의회는 칼뱅의 임직을 재검토하기로 결정한다. 그러나 9월 18일, 의회는 칼뱅을 지지하기로 결정했으며 파문권도 치리회에게 양도한다. 그러나 베텔리어는 의회의 결정에 반발하여, 또 다른 행정조직인 200인 의회(Deux Cents)에 자신의 재입교를 요구한다. 200인 의회는 시의회의 결정을 번복하는데, 교역자들은 이 결정에 반발하여 세르베투스 때처럼 스위스 교회의 의견을 구한다. 1년이 넘게 흐른 뒤인 1555년 1월 22일, 스위스 교회는 칼뱅의 임직을 유지하며 파문권을 치리회에 양도할 것을 결정한다.
이후 1555년 2월의 선거에서 방종파는 완전히 몰락한다. 프랑스 난민들이 제네바로 많이 유입된데다 스위스 교회의 결정까지 합쳐져, 칼뱅파가 시민대표 및 시의원의 대부분을 차지하게 된다. 이후 5월 16일, 방종파는 술에 취한 채 거리로 나와 프랑스사람들의 집을 불태우려 한다. 시민대표 앙리 올베르Henri Aulbert는 시민대표에게 주어지는 홀을 들고 다니며 이를 저지하고자 했는데, 페랭이 이를 뺏어잡고 군중들 위로 흔들었는데 이는 쿠데타를 시도한 것으로 인식되었다. 이후 다른 시민대표가 나타나 페랭에게 함께 시청으로 가자고 명령함으로써 소요가 끝난다. 이후 칼뱅의 승인에 따라 12명의 방종파에게 사형이 선고되는데, 세 명에게 형이 집행되고 페랭을 비롯한 다른 세 명은 시를 탈출한다. 이로써 칼뱅의 정치체가 확립된다. 제네바에서의 일이 일단락되자 칼뱅은 바깥에도 눈을 돌린다.

### 말년1555~1564

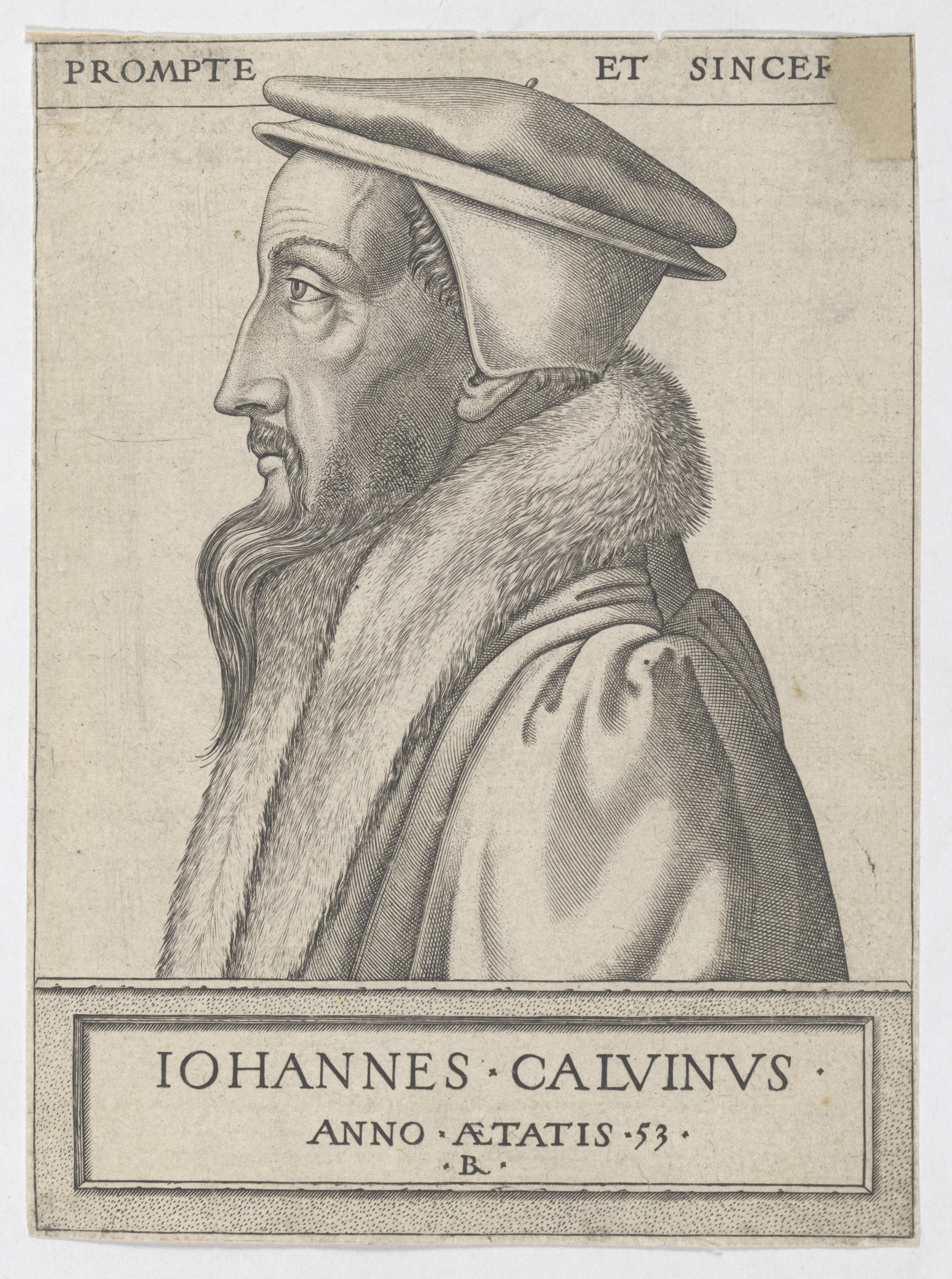
53세 무렵의 장 칼뱅

이후 제네바에서 칼뱅의 권위에 도전하는 사람은 없었으며, 전 유럽에서도 마르틴 루터와는 구분되는 종교개혁가로서의 명성을 칭송했다. 칼뱅과 루터는 처음에는 서로를 깊이 존중하는 사이였다. 그러나 루터와 울리히 츠빙글리 사이에서 성찬에 대한 교리를 두고 갈등이 벌어지는데, 루터는 칼뱅을 츠빙글리 진영으로 묶어 분류한다. 칼뱅은 루터교와 칼뱅주의 개혁 교회간의 논쟁에 활발하게 참여한다. 그러나 이와 동시에 칼뱅은 개혁 교회가 단합이 잘 안된다는 사실에 경악한다. 칼뱅은 제네바 교회와 하인리히 불링거의 취리히 교회간의 콩고르다툼인 《일치신조Consensus Tigurinus》를 맺음으로써 친선관계를 맺는다. 또한 캔터베리 대주교 토머스 크랜머가 모든 복음주의 교단들의 교회 일치를 위한 교회회의를 소집할 때 그에게 손을 뻗으나, 크랜머는 이를 받아들이지 않는다.
칼뱅은 메리 1세 시절 발생한 개신교 피난민들을 1555년부터 제네바에 수용한다. 시의 보호 아래 존 녹스나 윌리엄 위팅햄 등의 유명한 개혁교회 지도자들도 이 때 제네바에 들어오게 되는데, 이는 이후 칼뱅의 교리가 영국과 스코틀랜드에 전파되는 계기가 된다.

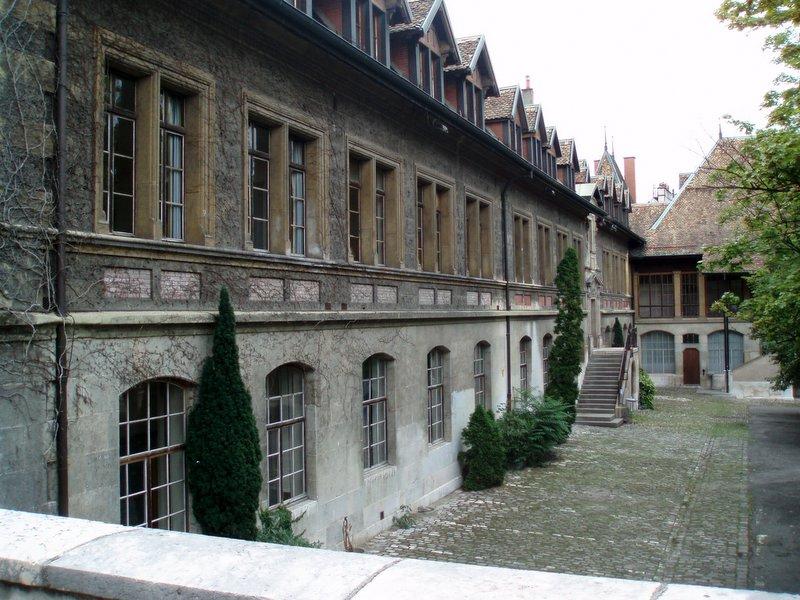
스위스의 중등 교육기관인 칼뱅 콜레주

#### 제네바 아카데미
칼뱅은 아이들을 위한 교육기관은 콜레주(프랑스어: collège)를 구상한다. 1558년 3월 25일에는 장소가 정해지고, 이듬해인 1559년 6월 5일에는 학교가 문을 연다. 칼뱅이 시민권을 얻은 것도 1559년의 일이다. 이렇게 세워진 학교는 소년예비학교이자 문법 등을 가르치는 콜레주, 혹은 사립학교(라틴어: schola privata)와, 고등교육기관이었던 아카데미(프랑스어: académie), 혹은 공립학교(라틴어: schola publica)로 나뉘었다. 칼뱅은 이를 위해 로잔에 있는 은사 마튀랭 코르디에와, 케임브리지의 히브리어 흠정교수 임마누엘 트레멜리우스를 초대한다. 비록 이 둘은 모두 요청을 거절했지만, 테오도르 드 베즈는 요청을 승낙하여 학장으로 취임한다. 개교 후 5년 뒤에 콜레주에는 1,200명이, 아카데미에는 300명이 재학한다. 이 아카데미는 제네바 대학교의 전신이 되었고, 콜레주는 현재 칼뱅 콜레주가 되었다.

#### 프랑스에 끼친 영향
칼뱅은 조국인 프랑스의 개혁에도 노력했다. 개신교 운동은 활력 측면에서는 왕성했으나 조직적인 방향 제시는 전혀 되지 않고 있던 상황이었다. 제네바 소재 교회의 재정 지원에 힘입어 칼뱅은 프랑스에서 개신교의 명분을 높이는 쪽으로 활동을 전개했다. 이해 대해서는 다음과 같이 묘사된다.
그는 교리, 전례, 새로운 도덕적 종교 사상을 공급했고, 이와 조화를 이루는 교회, 정치, 사회제도도 만들었다. 타고난 지도자였던 그는 개인적 호소와 함께 이러한 작업을 이어나갔다. 그가 프랑스 개신교 신자들과 주고받은 방대한 서신은 많은 열정뿐만 아니라 끝없는 노고와 상당한 재치와 함께, 그의 논문들의 교훈을 고향에 전해주었다. 1555년에서 1562년 사이에 100명 이상의 교역자가 프랑스로 파견되었다. 그럼에도 불구하고 프랑스 국왕 앙리 2세는 샤토브리앙 칙령에 따라 개신교 신자들을 심하게 박해했고 프랑스 당국이 선교활동에 대해 불만을 제기하자, 제네바 시의 신부들은 공식적인 책임을 부인했다.

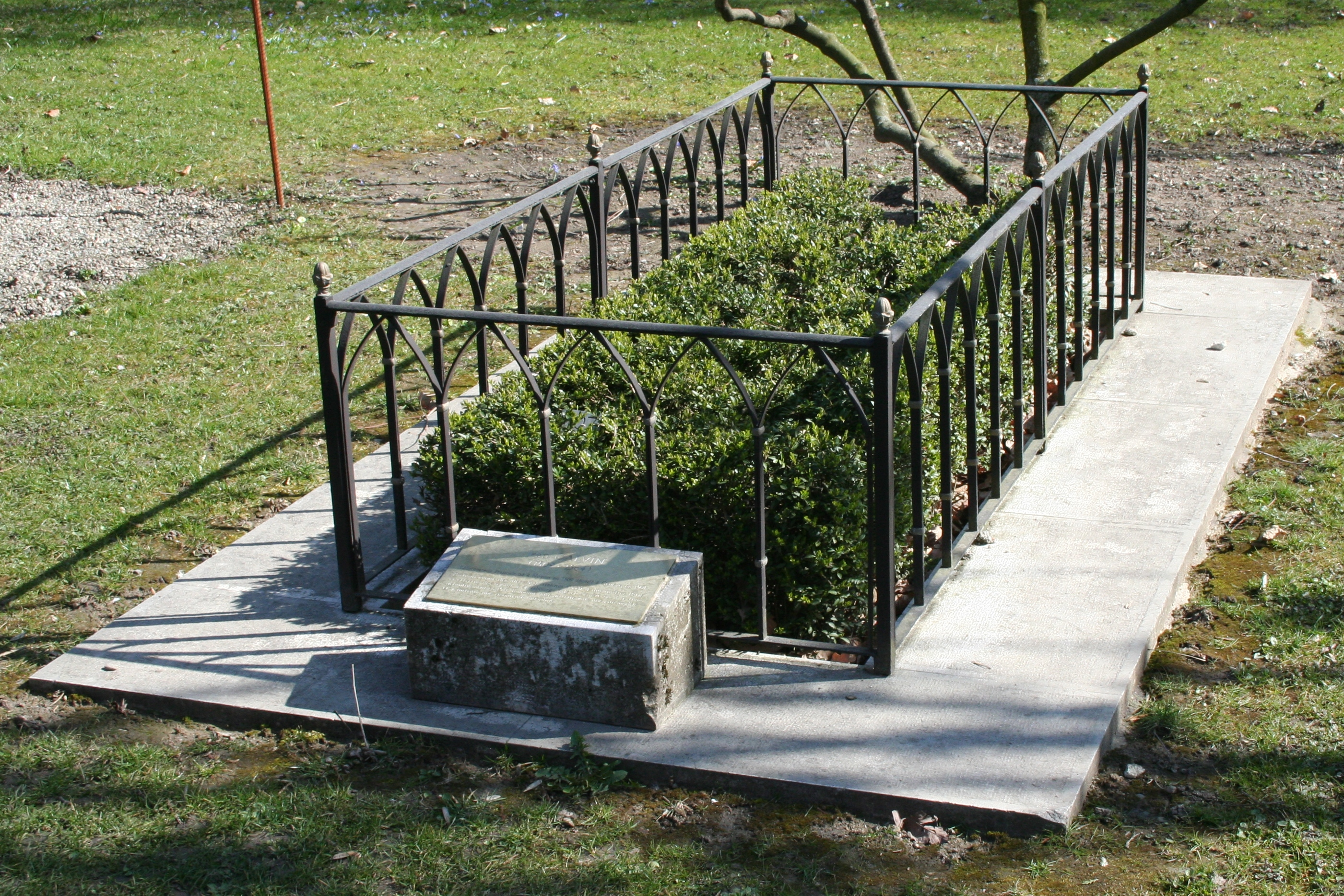
칼뱅의 묘소라 알려진 무덤. 실제 그의 무덤이 어디에 있는지는 정확하지 않다.

#### 질병과 최후
칼뱅은 1556년부터 쇠약해져 1558년 말에 열병에 걸려 이듬해 초까지 심하게 앓는다. 칼뱅은 《기독교 강요》 최종 개정이 끝나기도 전에 죽을지도 모른다는 두려움에 작업을 재개하고, 최종적으로 작가 본인이 새로운 저작이라고 언급할 정도로 크게 확장되어 출판된다. 이전판에서는 21장이었던 것이 80장으로 확대되었는데, 이는 새로운 주제가 추가된 것 보다는 기존 내용이 더욱 충실해진 것이다. 칼뱅은 병상에서 일어난 직후 설교를 하던 도중 목소리에 경련을 일으키며 격렬한 기침 발작을 일으켰다. 허파의 혈관이 터졌고, 꾸준히 쇠약해졌다. 결국 1564년 2월 6일에 성 피에르 대성당에서 한 설교가 그의 인생 최후의 설교가 되었다. 4월 25일에 유언장을 작성했으며, 자신의 가족과 콜레주에 소액을 남겼다. 며칠 후 교역자들이 그를 찾아와 작별을 고했는데, 이 작별인사는 《교역자들에게 전하는 마지막 인사Discours d'adieu aux ministres》에 기록되어 있다. 칼뱅은 제네바에서의 삶을 회상하며 자신이 때때로 겪었던 고난을 뼈저리게 회상했다. 5월 2일에는 짧은 편지를 보낸 연로한 파렐도 칼뱅을 방문했고, 19일에는 다른 목사들과 함께 그의 집에서 정기모임을 가졌다. 칼뱅은 1564년 5월 27일 54세의 나이로 세상을 떠났다. 처음에는 제네바에 묻혔으나 너무나 많은 사람들이 무덤을 보러 왔기 때문에, 다른 개혁자들은 새로운 종류의 성인 숭배 사상을 배양했다는 비난을 받을까 봐 두려워했다. 결국 다음 날, 왕립묘지의 아무 표지도 없는 무덤에 묻혔다. 무덤의 정확한 위치는 알려지지 않았는데, 19세기에 칼뱅의 무덤으로 전해지는 무덤을 표시하기 위해 석비 하나가 설치되었다.

## 칼뱅과 세르베투스

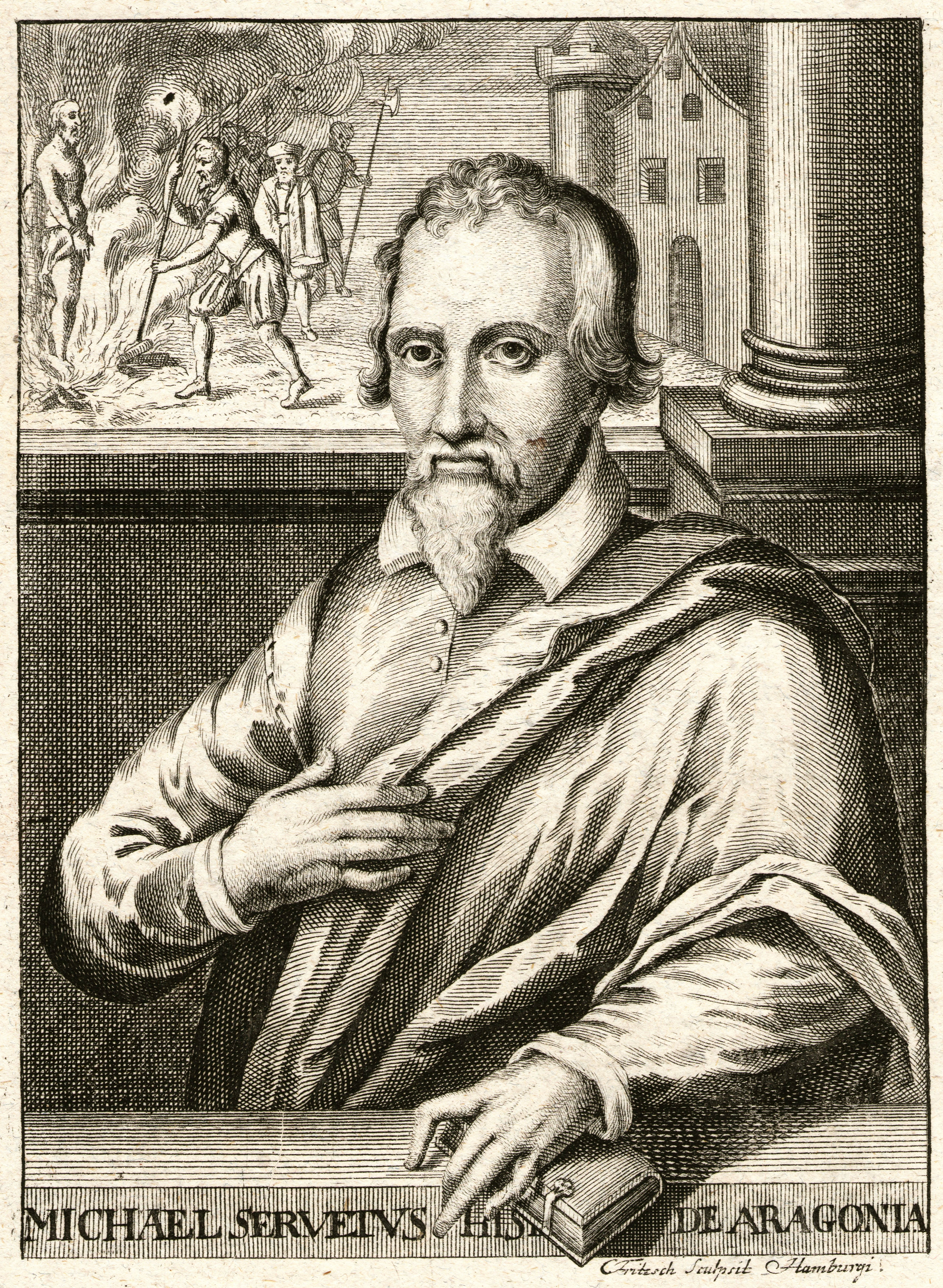
미카엘 세르베투스

### 배경
칼뱅이 세르베투스의 처형에 얼마나 기여하였는가에 대한 주제에 대해 많은 논의가 이루어졌다. 세르베투스는 1530년 《삼위일체의 오류에 대하여De Trinitatis Erroribus》를 출판하여 삼위일체는 "머리 셋 달린 케르베로스이며, 아우구스티누스의 망상이고, 마귀의 착상"이라 말했다. 세르베투스의 이러한 주장을 칼뱅을 비롯해 전 유럽이 알고 있었고, 외콜람파디우스는 실제로 그를 추방했다. 칼뱅은 1534년 세르베투스로부터 파리에서 만나 토론하자는 제안을 받으나, 세르베투스는 약속장소에 까닭 없이 나타나지 않았다. 1533년에 이미 세르베투스는 스페인 종교재판소에서 공석 상태로 사형을 선고받았다.
칼뱅이 세르베투스를 처음 만난 것은 1546년의 일로, 지인인 리옹의 장 프렐론Jean Frellon의 소개로 만나 서신을 통해 교리에 대한 의견을 교환한다. 이 때 칼뱅은 샤를 데스페비유, 세르베투스는 빌뇌브의 미셸Michel de Villeneuve이라는 필명을 사용했다. 세르베투스는 칼뱅의 《기독교 강요》에 주석을 달아 오류를 지적하는 편지를 보냈고, 칼뱅은 대화가 통하지 않는다고 생각하자 격분하며 편지를 중단한다. 세르베투스는 자신의 신변을 보장해 준다면 칼뱅이 있는 제네바에 가겠다고 밝히는데, 칼뱅은 다음과 같이 말하며 이를 거절했다.
| “ | 나는 당신을 미워하지도 경멸하지도 않습니다. 또 탄압 받게 하고 싶지도 않습니다. 그러나 당신이 바른 교리를 그토록 후안 무치하게 모욕하는 것 앞에서 저는 강철과 같이 굳세게 맞설 수밖에 없습니다. | ” |

또 1546년에 칼뱅이 그의 동료 파렐에게 쓴 편지를 보면 이렇게까지 단호한 말을 적고 있다.
| “ | 세르베투스가 제네바에 온다 하여도 그의 안전을 보장할 수 없습니다. 제게 그런 권한이 주어진다면 그가 살아서 나가게 하는데 동조하지 않겠습니다. | ” |

1553년 세르베투스는 《기독교 강요》의 반론격인 《기독교 회복The Restoration of Christianity》을 출판하는데, 여기서 원죄를 부정하며 삼위일체에 대해 기괴한 이론을 주장하고, 예정론을 거부하고 도주한다.

### 비엔 공판 (가톨릭)
같은 해 제네바의 개신교도이자 200인 의회의 의원인 기욤 드 트리Guillaume de Trie는 자신을 가톨릭으로 전향시키려는 친척 앙투안 아르네Antoine Arneys에게, 비엔에 은신해있는 세르베투스 같은 자를 처벌하지 않는다며 가톨릭을 비난하고 《기독교 회복》의 목차와 앞 4페이지를 보낸다. 아르네이는 이를 리용의 권위자에게 보여주는데, 프랑스 도미니코 수도회의 종교재판관 마티외 오리Mattieu Ory의 귀에도 이 사실이 들어가자 결국에는 리옹 대주교이자 추기경인 프랑수아 드 투르농의 비서에게도 이 소식이 알려진다. 이들은 세르베투스의 집을 조사하나 증거를 찾지 못해 아르네에게 더 많은 증거물을 요구한다. 이에 따라 아르네는 드 트리에게 편지를 쓰나, 처음에는 칼뱅의 거절로 인해 자료를 받지 못한다. 그러나 계속된 부탁으로 인해 상황이 심각하다는 것을 인지한 트리는 증거물로 칼뱅이 주고받은 편지를 아르네에게 보내며 다음과 같이 기술한다.
| “ | 이 편지들을 칼뱅으로부터 얻기는 너무도 어려웠다. 그는 세르베투스의 신성모독이 벌 받아 마땅하지만 정죄의 칼날을 휘두르는 것은 자기 권한이 아니라고 하였다. 오히려 그는 잘못된 사상은 처형하기 보다는 가르침을 통해 징계하여야 한다고 하였다. 그는 그의 도움 없이는 내가 거짓 증언자로 고소당할 것이라는 나의 말에 결국 이 편지들을 주었다. | ” |

칼뱅은 그를 "스페인-포르투갈인"이라 부르며, 최근에 유대교에서 개종해 콘베르소가 된 사실을 언급하고 고발한다. 이후 4월 4일, 세르베투스는 체포되어 심문을 받기 위해 연행된다. 그러나 세르베투스는 이 편지가 자신의 글씨가 아닌 것 같다며 자신이 편지를 쓴 사실을 부인했다. 그는 오히려 복음서 앞에서 맹세하고 "황제의 지배를 받는 나바라 왕국의 투델라 태생이고, 빌뇌브의 미셸이며 42세 정도 먹은 의학박사"라고 말한다. 그러나 바로 다음날, "비록 세르베투스는 아니었지만 칼뱅과 논쟁하기 위해 세르베가(家) 사람임을 자처했다"고 말한다. 4월 7일 새벽 4시, 세르베투스는 창문을 통해 도주한다. 6월 17일, 가톨릭교회와 시민법정은 그가 출석하지 않은 법정에서 "제네바의 전도사 장 칼뱅이 쓴 17통의 편지"를 근거로 "산 채로, 천천히, 몸이 숯으로 변할 때까지 불사른다"고 선고한다.

### 제네바 공판 (개신교)

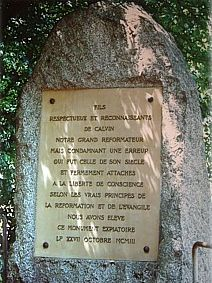
스위스 샴펠에 있는 세르베투스 기념비

세르베투스는 평소 편지를 주고받던 데스페비유라는 가명의 칼뱅을 만날 의사를 밝히는데, 칼뱅은 그의 안전을 보장할 수 없다고 말한다. 그럼에도 불구하고 세르베투스는 이탈리아로 가는 길에 제네바를 방문하고, 결국 붙잡힌다. 당시 가톨릭교회는 그에게 화형을 선고한 상황이었다. 그는 8월 13일 제네바의 성 피에르 교회에서 열린 칼뱅의 예배에 참석하고, 이를 포착한 칼뱅은 그를 체포하게 한다. 프랑스의 종교재판관들은 사형집행을 위해 세르베투스를 인도해 줄 것을 요청했다. 칼뱅은 평소에 자신을 반대하던 사람들에게 자신이 얼마나 기독교의 정통성을 확고히 따르는지 보여주기 바랐기 때문에 모든 수단을 동원하여 세르베투스를 밀어붙일 수밖에 없었으며, 당시 건강이 좋지 않았기 때문에 사형에 적극적인 역할은 하지 못했으리라는 의견이 존재한다. 세르베투스의 기소와 사형에 더욱 결정적인 역할을 한 것은 니콜라 드 라 퐁텐Nicholas de la Fontaine이다. 퐁텐은 제네바에 정착한 난민으로, 칼뱅의 추종자였으며 비서로 고용되었다.

세르베투스는 양태론적 단일신론 및 사벨리우스주의 등의 반삼위일체론과 반유아세례를 설파했다는 두 가지 혐의로 기소된다. 유아세례에 대해 세르베투스는 "악마의 발명품으로 모든 기독교를 파괴하는 극악무도한 거짓"이라 말한 바 있다. 이에 제네바 시의회는 세르베투스에 대한 재판을 다시 열었고, 칼뱅은 이번 기회에 세르베투스의 이론을 철저히 논박해야할 필요를 느낀 것으로 보인다. 칼뱅에겐 증인의 자격은 있었지만 재판의 자격은 없었다. 왜냐하면 칼뱅은 프랑스 국민으로서 스위스 제네바에 거주하는 외국인이었다. 그에게는 시민권이 없었고 그래서 투표권도 없었으며 공무원도 될 수 없었다. 다만 교사나 목사의 경우엔 적격한 시민이 없을 때 비시민이 그 직책은 맡을 수 있었고, 그래서 칼뱅은 그곳에서 목회를 하였다. 칼뱅이 세르베투스의 판결에 영향을 미칠 수 있었던 것은 종교회의에서 뿐이었고, 세르베투스의 재판은 시의회 주관이었다. 거기서 칼뱅은 세르베투스를 정죄할 권리는 없었다. 칼뱅은 세르베투스가 "혐오스러운 신성모독" 때문에 죽어 마땅하다고 생각했다. 칼뱅은 세르베투스가 체포된 지 약 일주일 후에 파렐에게 보낸 편지에서 다음과 같이 썼다.
...다음날 그[퐁텐]는 그[세르베투스]에게 40건의 고소장을 제출했습니다. 그는 처음에 이를 회피하려고 했었죠. 이에 따라 우리는 소환되었습니다. 그는 마치 내가 비위상한다는 듯 무례하게 나를 욕했습니다. 나는 그가 [벌을] 마땅히 받아야한다고 대답했죠... 그의 무례함에 대해선 더 말하지 않겠습니다만, 그는 악마에게 신성이 있다는 말을 주저없이 했습니다. 예, 신 여럿이 악마 개개에 들어 있고, 신성이 나무와 돌과 똑같이 이 악마들에게 본질적으로 전달되었다는 말을요. 최소한 사형이 선고될 것으로 기대됩니다만, 처형의 가혹함은 완화되면 좋겠습니다.
세르베투스는 재판에 상당한 자신감을 갖고 있었던 것으로 보인다. 일단 제네바에서의 재판은 비엔에서 열렸던 로마교회의 종교재판과는 다른 것이다. 그리고 제네바에는 정부에 대한 교회의 영향을 제거하려는 방종파가 큰 세력을 이루고 있었다. 여기서는 세르베투스에게 승산이 있었다. 재판 관련 기록들을 보면 세르베투스의 어조에서 강한 자신감을 볼 수 있다. 그의 종교적 이단성을 증명할 증언자로 선 칼뱅에게 던진 그의 공격들 중엔 다음과 같은 것을 볼 수 있다.
"마술사 시몬 같은 자, 범법자, 살인자여 ... 자신이 이해하지 못하는 것을 판단하는 불쌍한 자 ... 거짓말쟁이이며 사악한 말다툼꾼 ... 너의 뻔뻔함은 눈이 희다는 사실도 논쟁하려는구나 ...  웃기는 난쟁이 같으니라고 ... 너의 짖음으로 재판장들의 귀를 막을 수 있으리라 생각하느냐?"
"불쌍하구나, 불쌍해!"

세르베투스는 기독교 정통교리인 삼위일체를 계속 부정하였는데, 그 가운데 한 말을 보면 자신이 밟고 있는 '발등상도 하나님을 이루고 있는 물질 중 하나'라고 주장하였다.
페랭의 동서인 피에르 티소Pierre Tissot가 이끄는 당회와 검사 필리베르트 베텔리어는 칼뱅을 괴롭히기 위해 세르베투스의 판결을 질질 끈다. 그러나 당시 세르베투스의 이단성은 전 유럽이 알고 있던 사실이었다. 이에 따라 제네바 의회는 이 재판의 책임을 분산시키며 또한 세르베투스가 제네바 시민이 아니었으므로 법적으로는 추방밖에 할 수 없었기 때문에, 당국은 법을 초월할 구실을 찾기 위해 8월 21일 개혁교회를 따르는 주인 취리히, 베른, 바젤, 샤프하우젠에 자문을 구한다. 10월 20일, 네 도시는 모두 세르베투스의 교리를 비난하며 억압해야한다 응답했으며, 베른은 자기 도시였다면 세르베투스가 화형에 처해졌을 것이라고 답했다. 마르틴 루터는 강한 어조로 세르베투스의 저작을 비난한 적이 있었으며, 필리프 멜란히톤과 세르베투스는 서로 강한 적대감을 가지고 있었다. 삼위일체의 부정은 신성모독으로서 사형에 해당한다는 것이 신성로마제국법(유스티니아누스 법전)의 내용이었으며, 제네바 시의회는 최종 단계에서 삼 일에 걸친 논의 끝에 만장일치로 "가장 고통스런 사형" 곧 화형을 선고하였다. 이때 칼뱅은 의회 쪽에 감형을 요청하면서, 적어도 고통 없이 죽을 수 있는 참수형으로 바꿔달라고 구한다. 그러나 시의원들은 거절하였다. 평의회는 방종파인 아미 페랭이 주재했는데, 결국 10월 24일 삼위일체와 유아세례를 부정한 죄목으로 화형이 선고되었다. 결국 10월 27일, 세르베투스는 제네바 가장자리에 있는 샴펠 언덕에서 그가 쓴 책더미 위에서 산 채로 불태워졌다. 역사학자들은 그의 마지막 말을 "영원한 신의 아들 예수님, 나에게 자비를 베푸소서"라고 기록하고 있다. 세르베투스는 칼뱅 생전에 제네바에서 종교적인 이유로 사형을 당한 유일한 사람이 되었다.

## 신학
칼뱅의 신학은 장 칼뱅의 작품을 통하여 체계적으로 후대에서 형성한 신학을 포함하여 이르는 용어이다. 칼뱅의 신학의 중심 주제, 특징, 강조점이 어떤 것인지에 대해서는 학자마다 다양한 견해가 있다. 후기 칼뱅주의자들이 주장하는 내용은 국가 및 신정통주의적 관점마다 다르게 이해되고 있다. 칼뱅의 신학의 중요한 점에 대하여 기독교 백과사전은 아래와 같이 설명한다.
그의 신학적 중요성이란 기독교 교리의 체계화를 시도한 것이다.  예정론에서, 기독론과 성례전에 근거하여 구원의 현재적 사역과 초월적 영원한 사역 사이에서 단순히 종말론적으로 수립한 구별에서, 중생에서(tertius usus legis, 율법의 3번째 용법) 믿음의 순종을 일으키는 성령의 역사를 강조 한점에서 그는 개혁신학에 지속적 영향을 주었던 정통주의를 세밀하게 만들었던 점이다.

칼뱅의 신학을 지배하는 원리는 인간론적이거나 구원론적이거나 교회론적이라기보다도 신학적이다. 카를 홀Karl Holl이 지적한 대로, “칼뱅의 신학적 활동의 중요성은 그가 하나님이라는 개념을 그 중심에 놓은 데 있다. 칼뱅의 모든 개별적인 문제들은 하나님의 개념에서 절정에 이른다.” 기독교 강요와 주석들과 설교들과 논문들을 검토해 보면, 어디든지 칼뱅은 하나님 중심 사상, 즉 하나님의 주권사상을 전면에 부각시킨다.
칼뱅의 신학은 그가 쓴 성경 주석이나 설교집, 논문에서 찾아볼 수 있지만 《기독교 강요》에서 가장 잘 정리된 형태로 나타난다. 칼뱅은 특히 기독교 신학에 관한 그의 주장을 요약하는 목적으로 이 책을 저술했으며, 주석과 함께 비교하며 읽히기를 바랐다. 또한 이 책은 약간의 수정을 거치며 여러 판본으로 출판되었는데, 칼뱅의 신학이 어떻게 바뀌었는지 알 수 있다. 1536년도 초판은 6장으로 구성되었지만 1539년 판은 필리프 멜란히톤의 《신학 총론Loci Communes》에 나타난 주제들 위에다가 몇 장을 더했기 때문에 3배로 길어졌다. 1543년 판에서는 사도신경에 관한 장에 새로운 자료를 더하고 확장시켰다. 마지막 개정판은 1559년에 출판된다. 이 판본은 총 네 권, 여든 장으로 구성되는데 1권은 창조주 하나님, 2권은 구속주 그리스도, 3권은 성령을 통한 그리스도의 은혜를 받는 것, 그리고 4권에서는 국가와 교회를 다룬다.

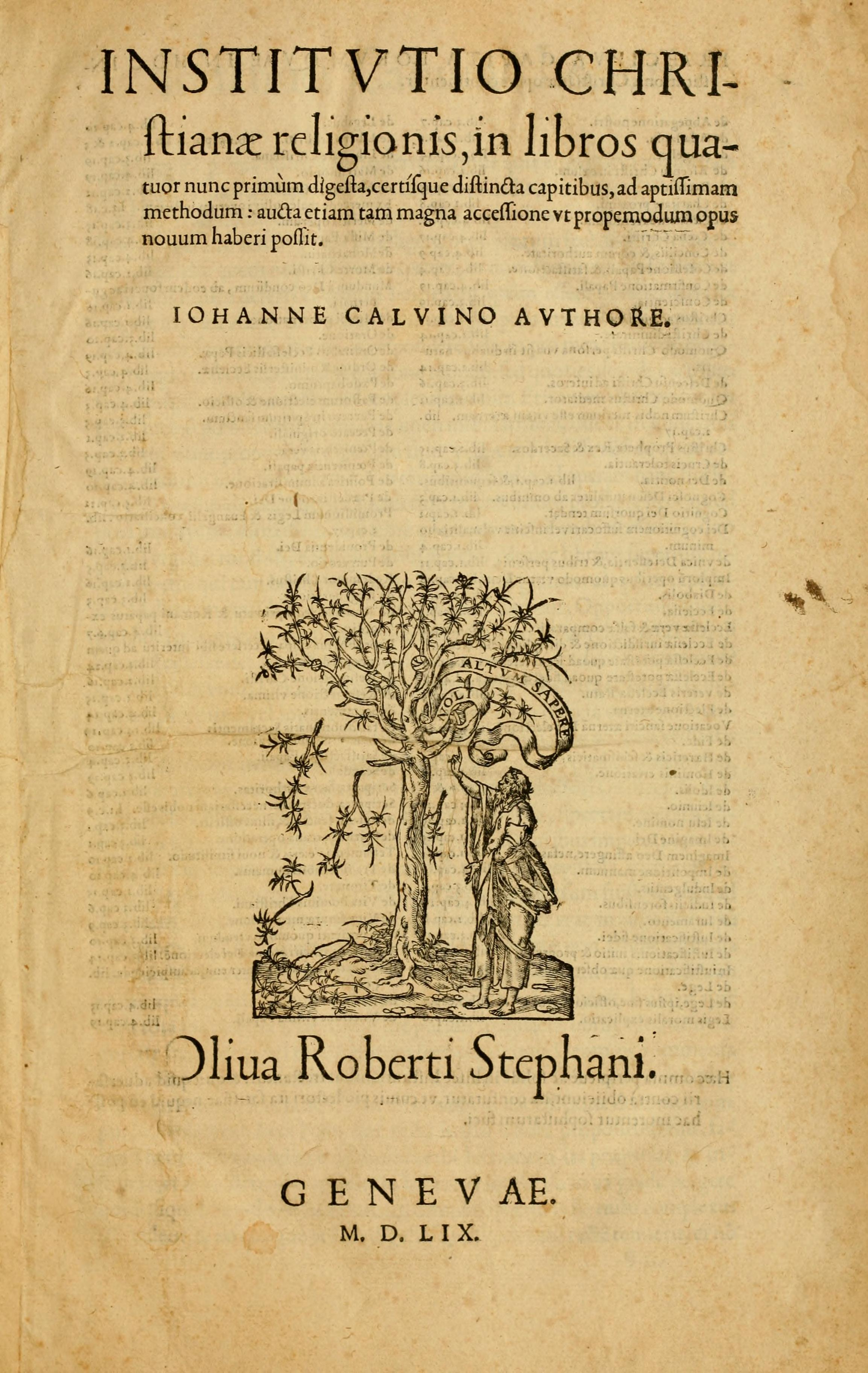
칼뱅의 신학을 요약한 《기독교 강요》의 마지막 판본으로부터의 한 페이지

《기독교 강요》의 주제는 첫 문장에서 드러난다. 여기서 그는 인간의 지혜가 하나님에 관한 지식과 우리들에 대한 지식으로 나뉘며, 하나님에 관한 지식은 타고나거나 세계를 관찰해서는 얻을 수 없으며 오직 성경에서 알 수 있다고 말한다. 칼뱅은 "누구든지 창조주 하나님께 나아가기 위해선 성경을 이정표이자 교사로 삼아야 한다"고 말한다. 그는 성경의 권위가 자증적autopiston이며 자기 자신에게서 나온다고 말하며, 다른 증명을 시도하지는 않는다. 그는 삼위일체 이론을 변호하고, 성상이 우상숭배로 이어졌음을 지적하며 카톨릭교회를 강하게 비판한다. 1권의 마무리에서는 "능력으로 그가 창조하신 세상을 품으시고 보존하시는데 섭리로 세상을 이루는 부분 모두를 다스린다"는 섭리에 대한 견해를 밝힌다. 하나님이 행하시는 일들의 의도를 완전히 이해할 수는 없으나, 인간이 하는 모든 일은 좋든 나쁘든 항상 하나님의 뜻과 판단 하에서 이루어진다는 것이다.
2권에서는 원죄와 타락을 다루며 해당 교리를 발전시킨 아우구스티누스를 인용한다. 이처럼 그는 교부들을 직접 인용하는 경우가 많은데, 이는 종교개혁가들이 새로운 신학을 창작하고 있다는 당대의 비판에 반박하기 위한 것이다. 칼뱅의 관점에서 죄는 아담의 타락으로 시작되어 인류 전체에게 퍼진다. 죄의 지배는 완전한 것이어서 사람들은 악에 기울 수 밖에 없는 것이다. 따라서 인류는 구원을 필요로 했고, 이 구원은 그리스도의 대속으로부터 얻어졌다. 그러나 칼뱅은 이 교리를 체계화시키 이전에 구약시대에 살던 유대인에 대해 다르게 언급한 적이 있다. 하나님은 아브라함과 언약을 맺으면서 그리스도가 올 것을 약속했다는 것이다. 따라서 옛 언약은 그리스도에 반하는 것이 아니라 하나님의 약속의 연속성을 보여주는 것이라고 말한다. 칼뱅은 그리고 사도신경으로부터 그리스도가 폰티우스 필라투스로부터 고난을 받았고 산자와 죽은자를 심판하러 오리라는 내용을 인용하며 새언약을 설명한다. 칼뱅은 그리스도가 삶 전체에서 성부 하나님께 온전히 순종함으로써 인류와 하나님 사이의 불화를 제거했다고 주장한다.

3권은 어떻게 그리스도와 인간이 정신적으로 연합할 수 있는지에 대해 다룬다. 칼뱅은 믿음을 그리스도 안에서 하나님에 대한 굳고 확실한 지식으로 정의한다. 믿음의 즉각적인 결과는 회개와 죄 사함이다. 이후 영적 거듭남이 이루어져 아담이 타락하기 이전의 거룩한 상태를 회복한다. 그러나 이를 죽기 전에 완성하기는 불가능한 것이어서, 평생동안 죄와의 싸움을 계속해야 한다는 것이 칼뱅의 이론이다. 이후 칼뱅은 오직 믿음에 의한 칭의에 대해 몇 장을 거쳐 서술한다. 칼뱅은 칭의를 하나님께서 우리를 은혜로 받아주시사 의롭다 여겨주시는 것으로 정의한다. 이에 따르면 구원을 개시하고 실천하는 것은 오직 하나님이지, 인간이 관여할 수 있는 부분은 없는 것이다. 책의 말미에서 칼뱅은 펠라기우스주의에 반해 아우구스티누스가 발전시킨 교리인 예정에 대해 설명한다. 토마스 아퀴나스 및 마르틴 루터 등의 다른 신학자들도 마찬가지로 아우구스티누스의 전통을 따랐지만, 칼뱅은 이들을 뛰어넘어 예정교리를 발전시켰다. 칼뱅은 직접 다음과 같이 말한다.
이는 모든 사람이 같은 상태로 창조되는 것이 아니라, 도리어 어떤 사람을 위해서는 영생이 예정되며 어떤 사람을 위해서는 영원한 저주가 예정되기 때문이다. 각 사람은 이 중의 어느 한 쪽 결말에 이르도록 창조되므로, 우리는 그를 생명 또는 사망에 예정되었다고 한다.
칼뱅은 이 예정이 결국 구원받지 못할 자 역시 동시에 결정된 이중예정임을 인정하며, 몹시 두려운 명령이라고 고백한다.
마지막권인 4권에는 진정한 교회와 목회, 권위, 성찬에 대한 칼뱅의 견해가 드러난다. 그는 교황권의 우월성과 동시에 다른 종교개혁가들을 이교라 비난하는 것 역시 부정했다. 칼뱅은 교회를 그리스도를 머리삼은 신자들로 구성된 것으로 정의한다. 이 정의에 의하면 가톨릭, 즉 보편교회는 단 하나만 존재할 뿐이었으므로 종교개혁가들이 그리스도에게 가기 위해 떠날 수 밖에 없었다는 것이다. 칼뱅은 교역자에 대해서는 에베소서에서 정의되듯 사도, 선지자, 복음사가, 목사, 교사doctor를 모두 포함하는 개념인데, 이중 처음 세 부류는 오직 신약시대에만 존재했을 뿐이라고 말한다. 실제로 제네바교회에서는 마지막 두 직분만 두었다. 칼뱅은 세계 공의회를 존중했지만, 이들이 특별한 개념을 만드는 것이 아니라 성경에서 하나님의 말씀을 발견할 뿐이라고 여겼다. 칼뱅은 또한 시민권과 교회권은 독립적이어서 서로 관여해서는 안된다고 주장했다.

### 저술
성경주석과 설교와 논문과 서신 등이 종교개혁 전집 29권에서 87권까지에 수록되어 있다. 칼빈전집(Ioannis Calvini Opera Quae Supersunt Omnia, 59 vols., ed. Wilhelm Baum, Eduard Cunitz, and Eduard Reuss. Corpus Reformatorum 29-87. Brunswick and Berlin, 1863-1900. Abbreviated as CO or Opp.)으로도 별도로 출판되었다.

### 논란

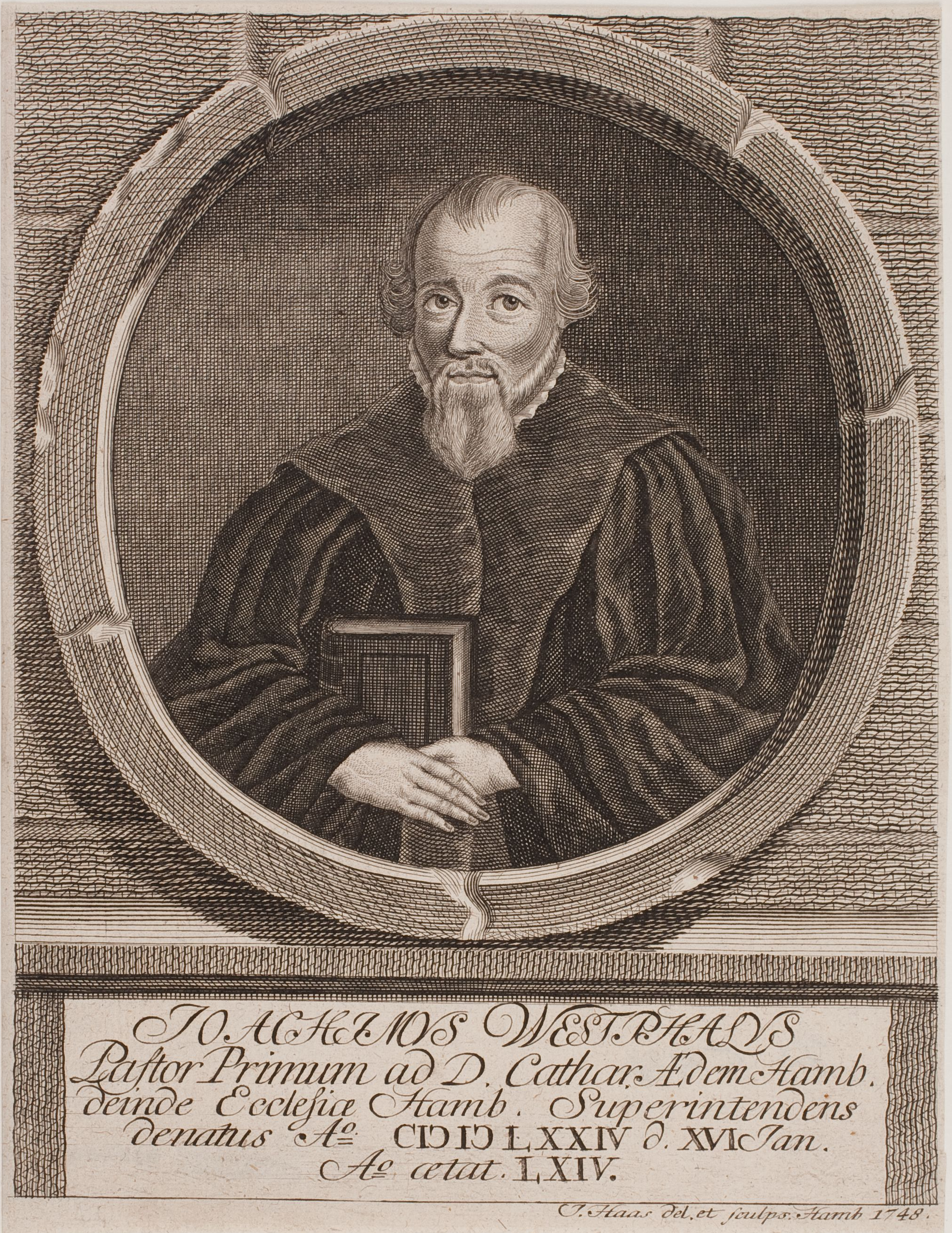
칼뱅의 성찬 교리에 반대한 요아힘 베스트팔

칼뱅의 이론은 여러 논란을 야기했다. 로잔의 개신교 교역자인 피에르 카롤리는 1536년에 칼뱅, 비레, 파렐을 아리우스주의자라는 명목으로 고소한다. 칼뱅은 자신을 변호하기 위해 《카롤리의 비난에 대한 삼위일체 칭송문Confessio de Trinitate propter calumnias P. Caroli》를 남겼다. 1551년에는 제네바의 의사인 제롬 에르메스 볼섹Jérôme-Hermès Bolsec이 칼뱅의 예정론을 두고 하나님이 죄의 근원이라고 주장한다며 비난한다. 볼섹은 도시에서 추방당하고, 칼뱅이 사망한 뒤 칼뱅에 대한 악의를 품고 그의 전기를 작성한다. 이듬해에는 순수 루터교 신자인 함부르크의 요아힘 베스트팔이 칼뱅과 츠빙글리를 두고 성찬식에서 그리스도의 육체가 물질과 하나된다는 교리를 부정했다며 이단이라 비난한다. 칼뱅은 1555년, 《건전한 전통적 성찬교리에 대한 변호Defensio sanae et orthodoxae doctrinae de sacramentis》를 통해 이에 대한 답변을 남긴다. 1556년에는 칼뱅이 프랑크푸르트에 머무는 동안 자유의지론자인 유스투스 벨지우스의 요청에 의해 대중 앞에서 논쟁을 벌인다. 세르베투스가 사형당한 후에는 이단을 다루는 방식에 대해 실망한 세바스티안 카스텔리오와 절교하기도 한다. 카스텔리오는 《이단에 대하여Treatise on Heretics (1554)》에서 그리스도가 공허한 신학에 기대기보다도 도덕적인 가르침을 중요시하셨다고 서술하며 이 문제를 다루고, 이후에 성경 원리에 입각한 교화론을 발전시킨다.

### 칼뱅과 유대인
마르틴 루터와 비교할 대 칼뱅이 당대의 모든 주요 종교개혁가들 중에서 가장 덜 반유대적인 인물이라고 주장하는 이들도 있고, 칼뱅이 확고한 반유대주의자였다고 주장하는 이들도 있다. 학자들은 칼뱅이 성경속 유대인과 당대 유대인에 대한 태도를 구분해야 한다는 데 동의한다. 칼뱅은 하나님이 이스라엘과 맺은 언약을 새로운 언약과 다르게 보지 않는다. 오히려 "하나님 안에서 다시 태어난 모든 약속의 자녀들은 사랑으로 작동되는 믿음으로 명령에 순종하며, 세상이 시작된 이래로 모두 새로운 언약에 속했다"고 말했다. 그러나 그럼에도 불구하고 칼뱅은 언약신학자였고, 유대인들은 예수를 포용하기 전까지는 그 언약에 다시 들어갈 수 없는 민족이라는 것이 칼뱅의 주장이다.
칼뱅이 유대인에 대해 한 진술은 대부분 격렬한 비판이었다. 실제로 칼뱅은 "나는 많은 유대인들과 많은 대화를 나눴는데, 나는 한 방울의 경건함도, 한 톨의 진실이나 솔직함도 본 적이 없다 – 아니, 나는 어떤 유대인에서도 상식을 찾지 못했다"고 적는다. 이런 점에서 그는 당대의 다른 개신교 신학자나 가톨릭 신학자들과 거의 차이가 없었다. 당대 유대인과 유대교의 문제를 명시적으로 다룬 저작은 《어떤 유대인의 이의와 질문에 대한 응답Response to Questions and Objections of a Certain Jew》에서만 명시적으로 다루었다. 그 속에서 그는 유대인들이 구약과 신약의 일치성을 놓치기 때문에 성경을 제대로 읽지 못한다고 주장했다.

## 정치적 사상
칼뱅의 정치론은 사람들의 권리와 자유를 보호하는 것을 목적으로 한다. 칼뱅은 성경이 특정한 정부 형태를 지지하지 않는다고 생각했지만, 개인적으로는 민주주의와 귀족정의 혼합정체를 선호했다. 민주주의의 이점을 높이 평가했으며, 정치적 권력의 오용을 최소화하기 위해 견제와 균형을 갖도록 정치 기관으로 분립할 것을 제안했다. 최종적으로 칼뱅은 통치자들이 신에 대항하여 일어나면 그 권리가 상실되므로 퇴위해야 한다고 가르쳤다. 국가와 교회는 국민을 위해 협력해야 하지만 별개의 체계로, 기독교 치안판사들은 교회가 자유 속에서 의무를 다할 수 있도록 해야 한다. 극단적인 경우에는 치안판사들이 위험한 이단자들을 추방하거나 처형해야 하지만, 어느 누구도 다른 사람을 강제로 개신교도가 되게 할 수는 없다.
칼뱅은 농업과 전통공예는 정상적인 인간의 활동이라고 생각했다. 무역과 금융계에 관해서는 루터보다 더 관용적이었지만 고리대금업에 대해서는 마찬가지로 엄격히 반대했다. 하지만 대출금에 대한 적당한 이자율을 부과하는 것을 허락했다. 다른 종교개혁가들처럼 칼뱅은 일을 통해 신자들이 그리스도로 구원받은 것에 대해 하나님께 감사를 표하며 이웃에 대해 봉사할 수 있다고 생각했다. 모든 사람은 일을 해야 하며, 빈둥거리고 구걸하는 것은 지양되었다. 경제적 성공이 하나님의 은총의 가시적인 표시라는 생각은 있었지만 칼뱅은 이를 중요하게 생각하지는 않았다. 오히려 이는 후에 부분적으로 세속화된 칼뱅주의에서 더욱 중요해졌고, 자본주의의 발흥에 관한 막스 베버 이론의 출발점이 되었다.

## 영향

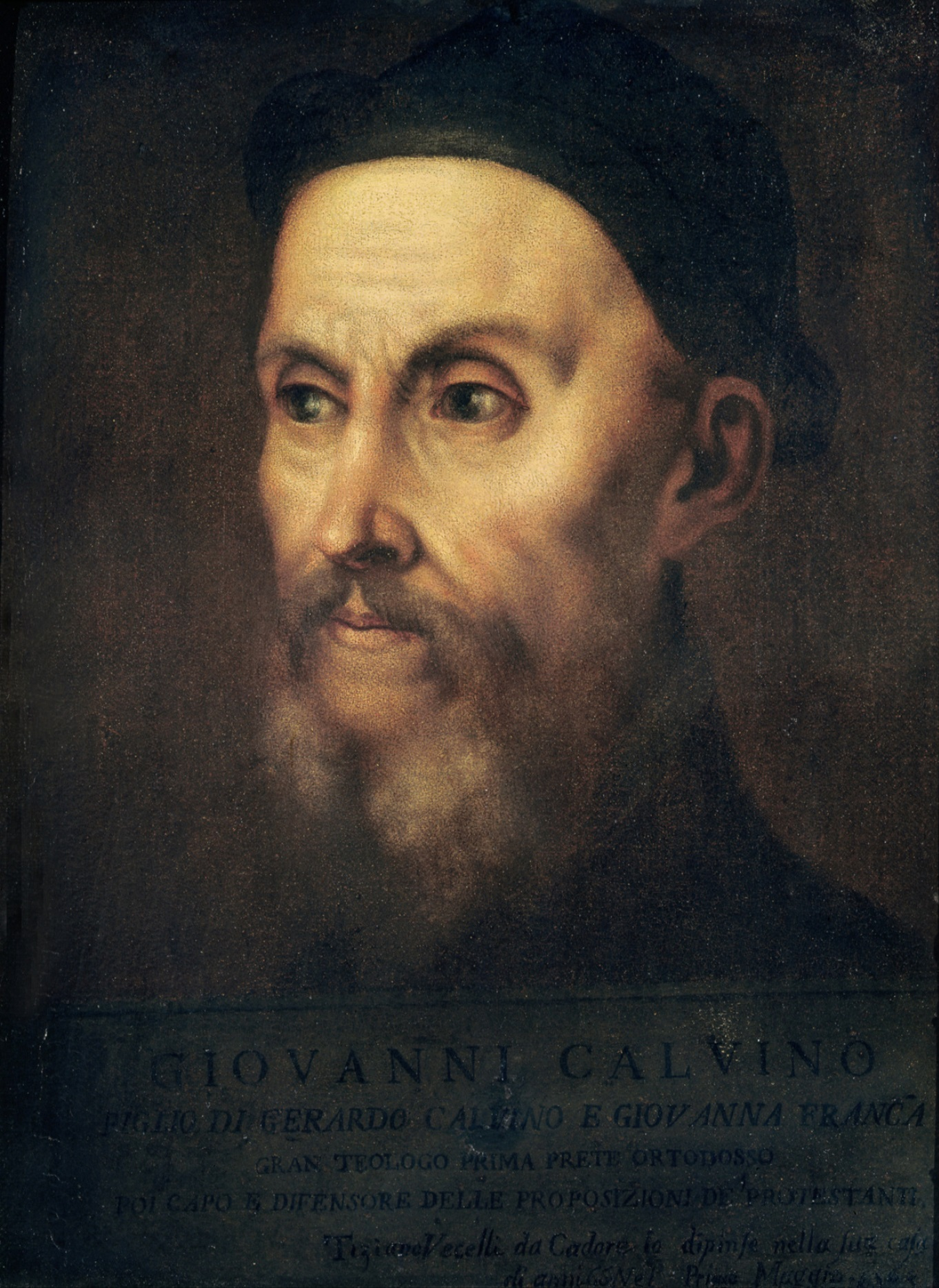
티치아노가 그린 칼뱅의 초상화

그의 사상은 서구세계 전체를 넘어 전세계 현대 사회를 형성하는데 큰 기여를 하였다.
칼뱅과 그의 후임인 테오도르 드 베즈의 죽음 이후, 제네바 시의회는 교회의 영역으로 여겨지던 삶의 일부들을 통제하기 시작한다. 이처럼 교회가 기울기 시작하며 세속화되기 시작한다. 곧이어 레이던 대학교와 하이델베르크가 제네바 대학의 위치를 차지하고, 1552년 요아힘 베스트팔에 의해 "칼뱅주의"라는 이름으로 제시된 칼뱅 신학이 두 대학에서 활발히 연구되며 주류로 자리잡게 된다. 한때 종교개혁의 근원지였던 제네바는 1582년까지 상징적 의미 외에는 유명무실하게 된다. 칼뱅은 자신을 우상화하며 제네바를 새로운 예루살렘으로 묘사하는 것에 대해 항상 경고했었다. 칼뱅은 사람들에게 자신이 처한 환경에 적응할 것을 권면했다. 그는 베스트팔과 논박을 교환하면서도 독일 베젤에 정착한 프랑스 출신 난민들에게 현지 루터교회와 통합할 것을 조언했다. 비록 사상적으로 루터교에 완전히 동의하지는 않았지만, 그들이 진정한 교회의 일원이라는 사실을 부인하지 않았던 것이다. 이처럼 현지에 적응할 필요가 있다는 칼뱅의 가르침은 이후 유럽 전역으로 확산되며 개혁운동의 중요한 특징이 됐다.

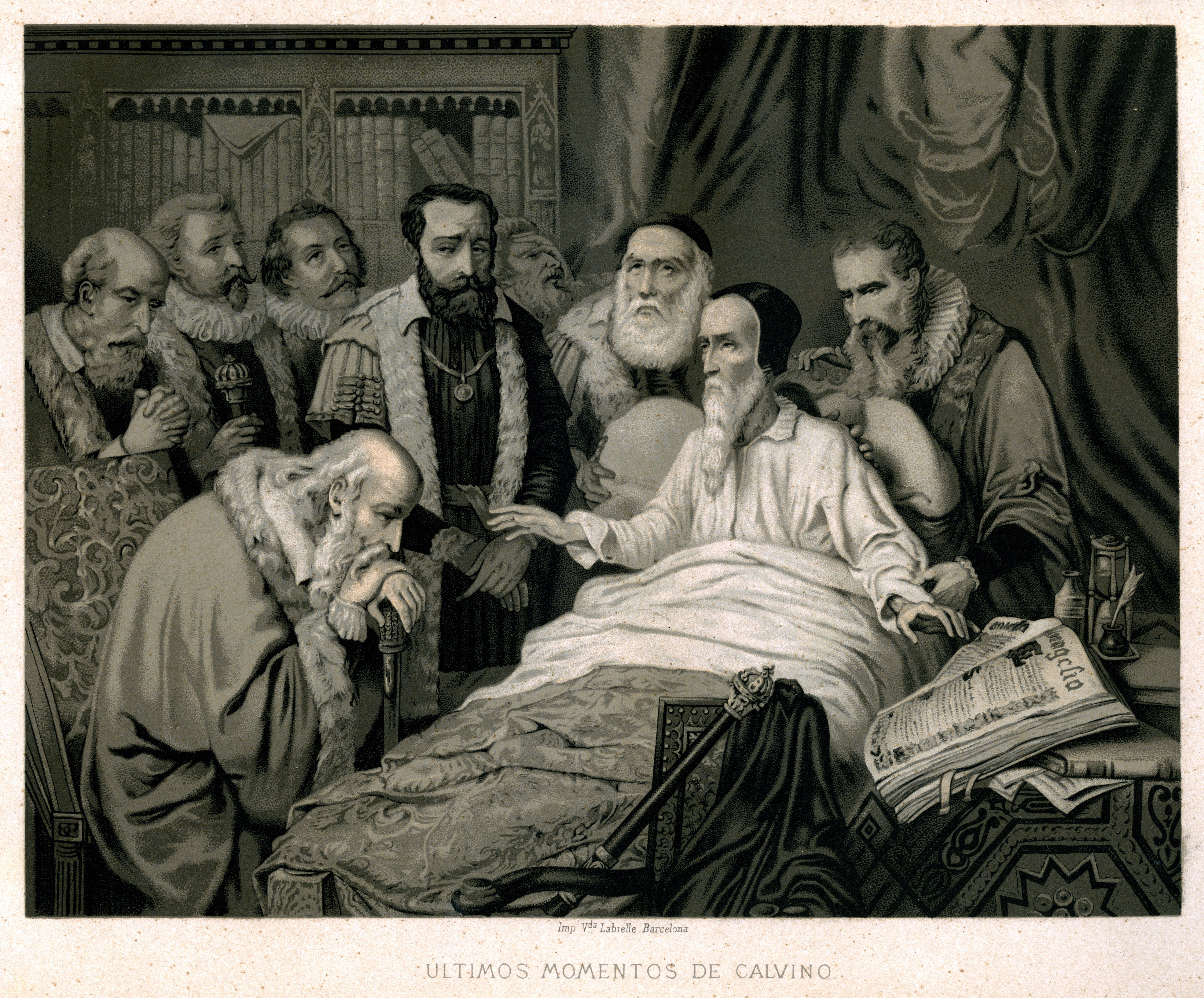
칼뱅의 임종을 그린 삽화

칼뱅이 프랑스에서 펼친 선교활동으로 인해 최종적으로 불어를 사용하는 네덜란드의 지방에까지 칼뱅주의가 전파되었다. 칼뱅주의는 프리드리히 3세 치하의 팔츠 선제후국에서 채택되는데, 이후 1563년에 하이델베르크 요리문답이 형성되는 계기가 된다. 하이델베르크 요리문답과 네덜란드 신앙고백은 1571년에 열린 화란 개혁교회 최초의 교회회의에서 표준 신앙고백으로 채택된다. 칼뱅의 영향을 받은 신학자들이 영국(피터 버미글리, 존 알라스코, 마르틴 부서)과 스코틀랜드(존 녹스)에 정착하며 영국에도 칼뱅주의가 퍼지게 된다. 잉글랜드 내전 당시 칼뱅주의자 청교도들이 웨스트민스터 신앙고백을 작성하여 이후 영어권 장로교회의 표준 고백서로 자리잡는다. 또한 오스만 제국이 서방 영토에 종교의 자유를 허락함에 따라 개혁사상이 급속도로 전파되어 오스만의 영토인 헝가리 2/3이 개혁교회를 채택하게 된다. 헝가리 칼뱅주의의 중심지인 데브레첸에서 1567년에 개혁교회 입헌 교회회의Reformed Constitutional Synod가 개최되는데, 여기서 제2차 헬베티아 신앙고백서를 헝가리 개혁교회의 공식 신조로 채택한다. 유럽에 뿌리내린 칼뱅주의는 이후 북아메리카, 남아프리카, 한국 등 전세계로 뻗어나간다.

칼뱅은 자신의 이론이 전세계로 뻗어나가는 것을 보기 전에 사망한다. 그러나 이 죽음은 그의 사상이 제네바를 벗어나 국경을 넘어 다른 지역들에서 부흥하고, 다양성과 깊이를 갖추게 하는 계기가 되었다. 루터교와 성공회는 칼뱅을 성인으로 간주하여 5월 26일에 기념한다. 미국 성공회는 5월 28일에 기념한다.

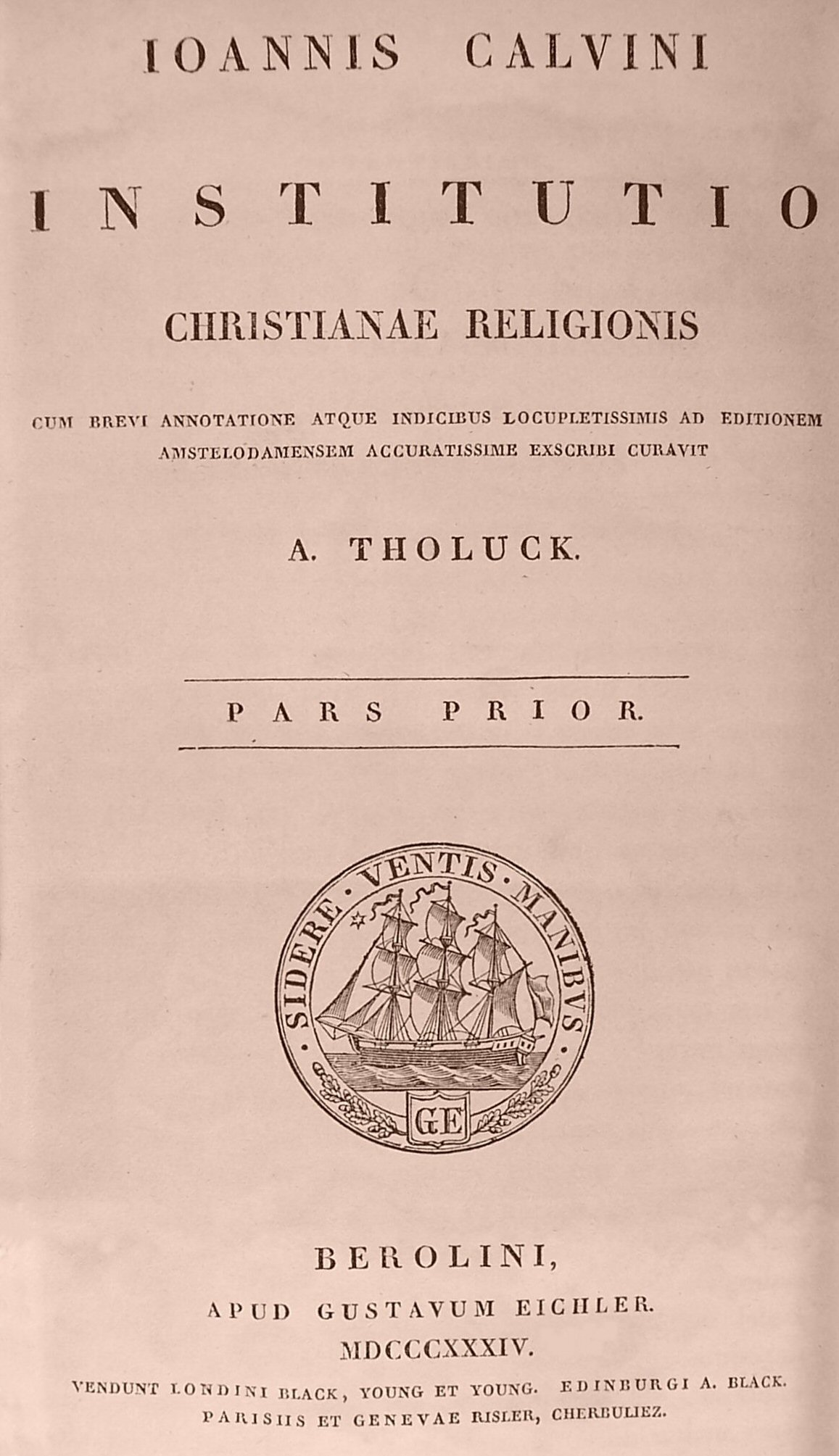
1834년판 《기독교 강요》 중 칼뱅의 서문

### 현대 교회가 받은 영향
칼뱅은 《기독교 강요》 등을 통해 개신교 신학을 집대성하여 현재 개혁교회와 장로교 등 개신교 전체가 칼뱅의 사상을 따르거나 그의 사상을 기반으로 하고 있다. 감리교의 아르미니우스 주의는 칼뱅의 사상을 기본으로 예정설, 구원론, 은혜론을 일부 수정한 사상이다. 또한 스코틀랜드의 존 녹스 역시 영향을 받아 오늘날 장로교회 교리에도 칼뱅의 사상이 녹아있는 것이다. 성공회의 온건한 종교개혁에 반대한 청교도들 역시 칼뱅주의 개혁교도들로서 그리스도의 새언약 아래 순종해야 한다는 신념에 따라 성경의 권위를 강조하였다. 칼뱅은 오직 성경을 주장하여 신앙의 진정한 권위는 교회가 아닌 하나님의 말씀인 성경에 있음을 선언하였다. 목사·교사·장로·집사로 구성된 교회직제의 기초를 세웠으며, “하나님이 구원과 멸망을 이미 예정해 놓았다. 그걸 바꿀 수는 없다. 사람은 단지 신의 영광을 위해 살아갈 뿐이다”는 예정설을 주창했다. 그의 예정설을 놓고 개신교 내부에서도 격한 논쟁이 일었다. 칼뱅은 각 개신교 종파들을 단결시키고자 하였고, 로마 가톨릭과 개신교의 대화와 일치를 위해 애썼다.

### 사회 및 경제와 교육
칼뱅은 빈곤층 어린이들도 공부할 수 있는 학교와 병원 등 복지시설을 통해 기독교의 사회적 영향력을 보여주었다. 또한 장 칼뱅은 복지를 개인의 문제가 아닌 국가의 책임이라고 생각했으며, 공동작업장에서의 공공근로를 제공함으로써 가난한 이들에게 일자리를 제공해야 한다고 주장했다. 스위스가 시계공업과 섬유공업을 도모한데에도 칼뱅의 영향이 있다는 주장이 있다. 칼뱅은 사회복지예산을 제네바 시 의회에 요구했고, 자본가들이 노동자를 빵 한 덩이 즉 저임금에 고용하는 일은 이웃의 빈곤을 악용하여 노동으로써 발생하는 노동가치를 착취하는 죄라고 설교했으며, 병원을 많이 지었는데 이러한 면모로 인해 기독교 사회주의자라는 평가도 받는다. 신학은 현실과 동떨어진 이야기가 아니라, 현실에 기독교정신으로써 참여하는 학문이라는 점, 복지국가는 장 칼뱅의 종교개혁운동이 사회에 끼친 영향임을 장 칼뱅은 복지국가와 선진공업국가를 설계함으로써 보여주었다는 것이다.

### 영국교회에 끼친 영향
영국에서는 이미 롤라드파를 거쳐, 존 위클리프, 토마스 빌니, 윌리엄 틴데일 등이 순교정신으로 자생적인 종교개혁의 기초를 세웠는데, 런던에 있는 프랑스교회가 칼뱅을 영국교회와 연결하는 중요한 통로를 하였다.
에드워드 6세 재임기에 칼뱅은 에드워드를 보좌하고 훈육하였던 서머싯 공작에게 개혁의 중요성을 피력하는 서신을 주고받는다. 이 때 토머스 크랜머 대주교는 이탈리아에서 온 망명자였던 피터 베르미글리와 베르나르디노 오치노를 각각 옥스퍼드 대학교의 담당교수, 캔터베리의 명예 성직자로 임명하였다. 또한 1549년에 마르틴 부서도 케임브리지 대학교의 신학교수가 되었다.
독실한 가톨릭 신자였던 메리 1세는 잉글랜드 성공회 주교들인 리들리, 라티머 주교 등 주요 잉글랜드 종교개혁가를 비롯해 많은 개신교도들을 처형함으로써 종교개혁을 억제했다. 칼뱅을 비롯한 개신교 신학자들의 저작은 모두 금지된 상황에서 칼뱅은 화형당한 순교자들을 위로하기 위해 서신을 보냈다.
칼뱅은 엘리자베스 1세에게 메리 1세와는 다르게 개혁에 도움을 주도록 권면하였지만, 그녀는 존 녹스의 저작인 《여인의 무서운 통치와 제국에 항거하는 첫 나팔 소리》 등에 칼뱅의 영향이 있는 것으로 보고 분개하여 칼뱅에게 반감을 가지게 되었다. 당시 런던의 주교였던 에드먼드 그린달은 칼뱅과 친분을 가지고 있었으며, 칼뱅이 사망할 때까지 긴밀한 관계를 유지했다.

## 칼뱅과 한국교회
한국은 초기 한국에 온 장로교 선교사들이 주축이 되어 오늘날 한국 교회의 60% 이상이 장로교 교인일 정도로 칼뱅의 영향력이 강한 나라이다. 신학교에 있어서도 장로교 교단 신학교를 비롯한 많은 대학들이 칼뱅의 전통에 기초하고 있다. 한국은 학문적 발전을 이루며 대한민국에서의 칼뱅 연구가들이 하나둘씩 배출되기 시작하였다. 한국인 최초로 장 칼뱅에 대한 박사논문을 쓴 학자는 신복윤 박사였다. 이후에 여러 학자들이 국내 뿐 아니라 프랑스, 네덜란드, 미국, 남아공, 영국등 세계 각국에서 칼뱅으로 박사학위를 받았다. 이들은 한국의 장로교회뿐만 아니라 세계칼뱅학회와 세계개혁신학회에서 활발한 활동을 하고 있다. 2009년 그의 탄생을 기념하여 여러 국가뿐만 아니라 한국에서는 요한칼빈탄생500주년기념사업회 주최로 학자들이 대규모 학술대회를 열었다. 한국칼빈학회를 중심으로 칼빈전문학자들이 논문발표와 출판에 공헌하고 있다.

## 칼뱅 연구의 중요 책들
- 칼빈연구의 중요 서적들

"칼빈연구의
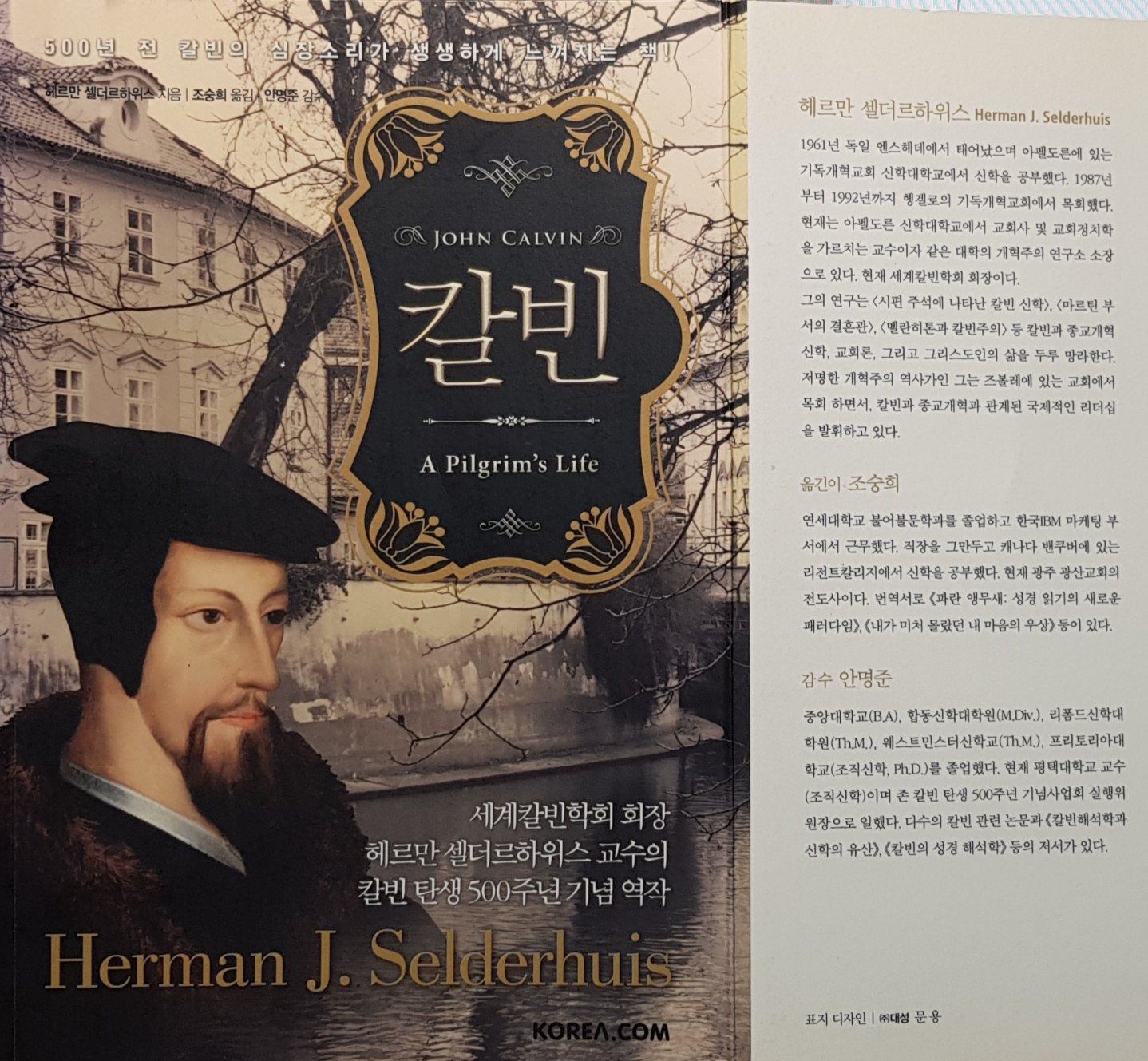
셀더르하위스의《칼빈》(2009)
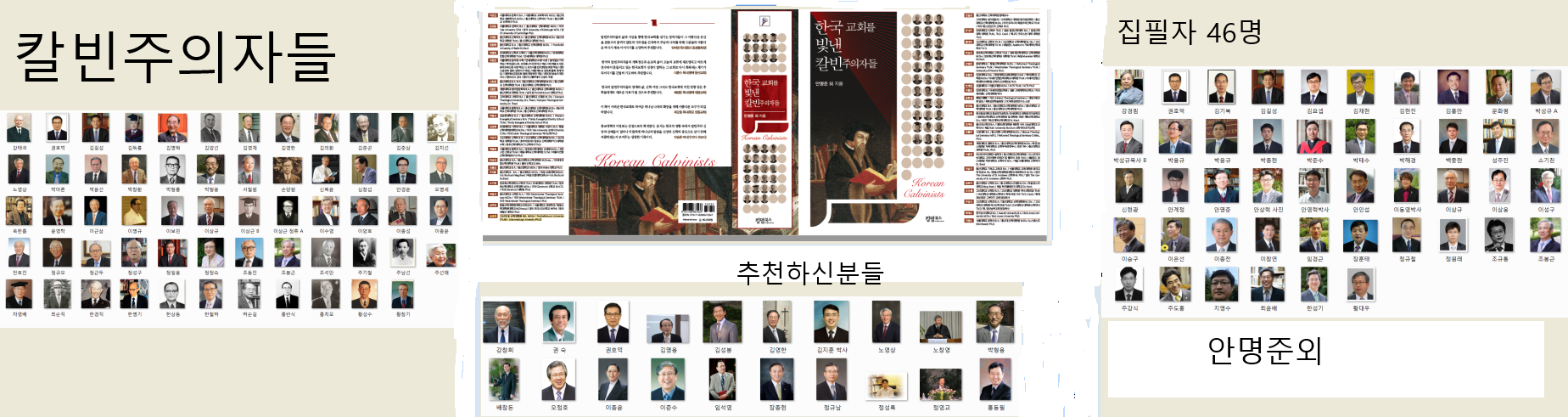
《한국의 칼빈주의자들》
칼빈 공로자 6인을 기념하는 도서 《칼빈신학 2009》(안명준 외)
2009년과 2010에 출판된 칼뱅관련 도서들

## 같이 보기

### 관련 인물
- 마르틴 부서
- 마르틴 루터
- 요하네스 외콜람파디우스
- 테오도르 드 베즈
- 울리히 츠빙글리
- 볼프강 카피토
- 존 녹스
- 토머스 크랜머

### 신학
- 장 칼뱅의 신학
- 장 칼뱅 참고 문헌
- 종교개혁과 칼뱅의 성경해석
- 칼뱅주의
- 칼뱅주의의 역사
- 칼뱅의 성경관
- 칼뱅주의 이중예정론
- 칼뱅의 해석학
- 간결성과 용이성
- 기독교 강요
- 요한칼빈탄생500주년기념사업회
- 헨리미터 센터
- 한국칼빈학회
- 한국장로교신학회
- 세계칼뱅학회
- 한국개혁신학회

## 주해
1. ↑  1565년의 기록에 의하면 어릴 때 사망한 칼뱅의 형제는 두 명이다. 그러나 이 기록에 앙투안이라는 이름이 두 명 기록되어 있어서, 이를 저자의 실수로 보고 제라르와 르프랑 사이에 네 아들이 있었다고 보기도 한다.
2. ↑  이 학교는 대학교육을 위한 준비과정으로서 인문주의 교육이 이루어지고 있었다. 교육 과정은 처음에 문법, 수사학 그리고 논리학(소위 3학)에 중점을 두었으며, 그 이후에 수학, 기하학, 천문학 그리고 음악(소위 4과)에 중점을 두었다.
3. ↑  Ganoczy 2004, 3–4쪽; Cottret 2000, 12–16쪽; Parker 2006, 21쪽. McGrath 1990, 22–27쪽은 칼뱅이 라 마르슈 학교에 다녔다는 근거로 니콜라스 콜라돈의 기록을 제시하지만, 앨리스터 맥그래스는 이것이 사실이 아니라고 주장한다.
4. ↑  실제로 테오도르 드 베즈에 의하면 아버지의 이러한 결정은 성직자보다 법률가가 돈을 많이 번다는 이유 때문이었다고 한다.[6]
5. ↑  Parker 1975, 15쪽.Cottret 2000, 20쪽에 의하면 당시 누아용의 성직자와 가족간의 갈등이 있었다고 한다.
6. ↑  하인리히 불링거는 츠빙글리의 계승자로서 여러 개신교 도시를 대표하는 사절단들과의 만남을 주선하기도 했다.
7. ↑  레나타는 1527년에 페라라의 공작 에르콜레 1세 데스테와 결혼했다.
8. ↑  마로는 제네바 교회의 시편 찬송가를 위해 시편을 노래 운문에 맞추어 번역한 사람이다.
9. ↑  기욤 파렐의 추종자라는 뜻
10. ↑  “매국노들”이란 뜻을 가지고 있으며 1539년에 제네바에 상당히 불리한 협약을 베른과 맺은 제네바 시의원들을 가리킴
11. ↑  | “ | ... sed quoniam non esse mei iuris memini, cor meum velut mactatum Domino in sacrificium offero. | ” |
|   | — CO 11, 100, Herminjard 4, 339.                                                                 |   |
12. ↑  Gerrish 2004, 290–291, 302쪽에 의하면, 칼뱅은 《기독교 강요》의 모든 판본의 서장에서 이 "새로운 신학"이라는 상대방의 공격으로부터 자신을 변호하고 있다. 즉 교부 신학이 개혁주의를 뒷받침하고 있으므로, 종교개혁가들이 교부 신학으로부터 벗어난 이단아라는 주장이 틀렸다는 칼뱅의 생각을 엿볼 수 있다. Steinmetz 1995, 122–137쪽도 참고하라.

## 참고 문헌

### 서적
- Baron, Salo (1972), 〈John Calvin and the Jews〉,   Feldman, Leon A., 《Ancient and Medieval Jewish History》, New Brunswick, New Jersey: Rutgers University Press, OCLC 463285878 (originally published 1965).
- Berg, Machiel A. van den (2009), 《Friends of Calvin》, Grand Rapids, Mi.: William B. Eerdmans Publishing Co., ISBN 978-0-8028-6227-3
- Bouwsma, William James (1988), 《John Calvin: A Sixteenth-Century Portrait》, New York: Oxford University Press, ISBN 978-0-19-504394-5.
- Calvin, John (1989) [1564], 《Institutio Christianae religionis》 [Institutes of the Christian Religion] (라틴어), Translated by Henry Beveridge, Grand Rapids, MI: Wm. B. Eerdmans Publishing Company
- Chung, Sung Wook (2002), 《Admiration and Challenge: Karl Barth's Theological Relationship with John Calvin》, New York: Peter Lang, ISBN 978-0-82-045680-5.
- Chung, Sung Wook (2009), 《John Calvin and Evangelical Theology: Legacy and Prospect》, Louisville, KY: Westminster John Knox, ISBN 978-0-82-045680-5.
- Cottret, Bernard (2000) [1995], 《Calvin: Biographie》 [Calvin: A Biography] (프랑스어), Translated by M. Wallace McDonald, Grand Rapids, Michigan: Wm. B. Eerdmans, ISBN 978-0-8028-3159-0
- De Greef, Wulfert (2004), 〈Calvin's writings〉,   McKim, Donald K., 《The Cambridge Companion to John Calvin》, Cambridge: Cambridge University Press, ISBN 978-0-521-01672-8
- ———————— (2008), 《The Writings of John Calvin: An Introductory Guide》, Louisville, Kentucky: Westminster John Knox Press, ISBN 978-0-664-23230-6
- Detmers, Achim (2006), 〈Calvin, the Jews, and Judaism〉,   Bell, Dean Phillip; Burnett, Stephen G., 《Jews, Judaism, and the Reformation in Sixteenth-Century Germany》, Leiden: Brill, ISBN 978-90-04-14947-2.
- DeVries, Dawn (2004), 〈Calvin's preaching〉,   McKim, Donald K., 《The Cambridge Companion to John Calvin》, Cambridge: Cambridge University Press, ISBN 978-0-521-01672-8
- Dyer, Thomas Henry (1850), 《The Life of John Calvin》, London: John Murray
- Gamble, Richard C. (2004), 〈Calvin's controversies〉,   McKim, Donald K., 《The Cambridge Companion to John Calvin》, Cambridge: Cambridge University Press, ISBN 978-0-521-01672-8
- Ganoczy, Alexandre (2004), 〈Calvin's life〉,   McKim, Donald K., 《The Cambridge Companion to John Calvin》, Cambridge: Cambridge University Press, ISBN 978-0-521-01672-8
- Ganoczy, Alexandre (2005), 〈Calvin, John〉,   Hillebrand, Hans J., 《The Oxford Encyclopedia of the Reformation》, Oxford: Oxford University Press, ISBN 978-0-195-06493-3
- Gerrish, R. A. (2004), 〈The place of Calvin in Christian theology〉,   McKim, Donald K., 《The Cambridge Companion to John Calvin》, Cambridge: Cambridge University Press, ISBN 978-0-521-01672-8
- Graham, W. Fred (1971), 《The Constructive Revolutionary: John Calvin and His Socio-Economic Impact》, Richmond, Virginia: John Knox Press, ISBN 978-0-8042-0880-2.
- Helm, Paul (2004), 《John Calvin's Ideas》, Oxford: Oxford University Press, ISBN 978-0-19-925569-6.
- Heron, Alasdair (2005), 〈John Calvin〉,   Lacoste, Jean-Yves, 《Encyclopedia of Christian Theology》, New York: CRC Press.
- Hesselink, I. John (2004), 〈Calvin's theology〉,   McKim, Donald K., 《The Cambridge Companion to John Calvin》, Cambridge: Cambridge University Press, ISBN 978-0-521-01672-8
- Holder, R. Ward (2004), 〈Calvin's heritage〉,   McKim, Donald K., 《The Cambridge Companion to John Calvin》, Cambridge: Cambridge University Press, ISBN 978-0-521-01672-8
- Lane, Anthony N.S. (2009), 〈Calvin's Institutes〉, 《A Reader's Guide》, Grand Rapids: Baker Publishing Group, ISBN 978-0-8010-3731-3
- Lange van Ravenswaay, J. Marius J. (2009) [2008], 〈Calvin and the Jews〉,   Selderhuis, Herman J., 《Calvijn Handboek》 [The Calvin Handbook] (네덜란드어), Translated by Kampen Kok, Grand Rapids, Michigan: Wm. B. Eerdmans Publishing Co., ISBN 978-0-8028-6230-3
- Manetsch, Scott M. (2013), 《Calvin's Company of Pastors: Pastoral Care and the Emerging Reformed Church, 1536–1609》, Oxford Studies in Historical Theology, New York: Oxford University Press
- McDonnell, Kilian (1967), 《John Calvin, the Church, and the Eucharist》, Princeton: Princeton University Press, OCLC 318418.
- McGrath, Alister E. (1990), 《A Life of John Calvin》, Oxford: Basil Blackwell, ISBN 978-0-631-16398-5.
- McNeill, John Thomas (1954), 《The History and Character of Calvinism》, Oxford: Oxford University Press, ISBN 978-0-19-500743-5.
- Niesel, Wilhelm (1980), 《The Theology of Calvin》, Grand Rapids, Michigan: Baker Book House, ISBN 978-0-8010-6694-8.
- Olsen, Jeannine E. (2004), 〈Calvin and social-ethical issues〉,   McKim, Donald K., 《The Cambridge Companion to John Calvin》, Cambridge: Cambridge University Press, ISBN 978-0-521-01672-8
- Pak, G. Sujin (2010), 《The Judaizing Calvin》, Oxford: Oxford University Press, ISBN 978-0-19-537192-5.
- Parker, T. H. L. (1995), 《Calvin: An Introduction to His Thought》, London: Geoffrey Chapman, ISBN 978-0-225-66575-8.
- ——————— (1975), 《John Calvin》, Tring, Hertfordshire, England: Lion Publishing plc, ISBN 978-0-7459-1219-6.
- ——————— (2006), 《John Calvin: A Biography》, Oxford: Lion Hudson plc, ISBN 978-0-7459-5228-4.
- Pater, Calvin Augustus (1987), 〈Calvin, the Jews, and the Judaic Legacy〉,   Furcha, E. J., 《In Honor of John Calvin: Papers from the 1986 International Calvin Symposium》, Montreal: McGill University Press, ISBN 978-0-7717-0171-9.
- Pettegree, Andrew (2004), 〈The spread of Calvin's thought〉,   McKim, Donald K., 《The Cambridge Companion to John Calvin》, Cambridge: Cambridge University Press, ISBN 978-0-521-01672-8
- Potter, G. R.; Greengrass, M. (1983), 《John Calvin》, London: Edward Arnold (Publishers) Ltd., ISBN 978-0-7131-6381-0.
- Steinmetz, David C. (1995), 《Calvin in Context》, Oxford: Oxford University Press, ISBN 978-0-19-509164-9.
- ————————— (2009), “Calvin as Biblical Interpreter Among the Ancient Philosophers”, 《Interpretation》 63 (2): 142–153, doi:10.1177/002096430906300204, S2CID 170454772